# Hagia Sofia din Istanbul
Hagia Sofia (din greacă de la Αγια Σοφια, Aghia Sofia, „Sfânta Înțelepciune”), cunoscută oficial ca Marea Moschee „Ayasofya” (în limba turcă Ayasofya-i Kebir Camii Șerifi) este o moschee din Istanbul, Turcia. Lăcașul a fost la origine o biserică construită din ordinul împăratului Iustinian I (527-565) și a servit drept catedrală a Patriarhiei Ecumenice de Constantinopol până în 1453 când a fost transformată în moschee. În anul 1935 regimul secular Atatürk a transformat edificiul în muzeu. Ca un monument de mare valoare istorică și arhitectonică, Hagia Sophia a fost inclusă pe lista monumentelor patrimoniului mondial UNESCO în 1985. Statutul clădirii a stârnit ulterior discuții, iar în iulie 2020 Consiliul de Stat al Turciei a decis că transformarea în muzeu ar fi fost ilegală. La scurt timp s-a anunțat că  muzeul va fi reconvertit în moschee, stârnind numeroase critici din partea reprezentanților UNESCO, dar și a unor state precum Grecia. Prima rugăciune de vineri de după anul 1935 a avut loc în data de 24 iulie 2020, 
în prezența președintelui Recep Tayyip Erdoğan, alături de numeroși alți participanți. În prezent, Hagia Sofia este o moschee activă.

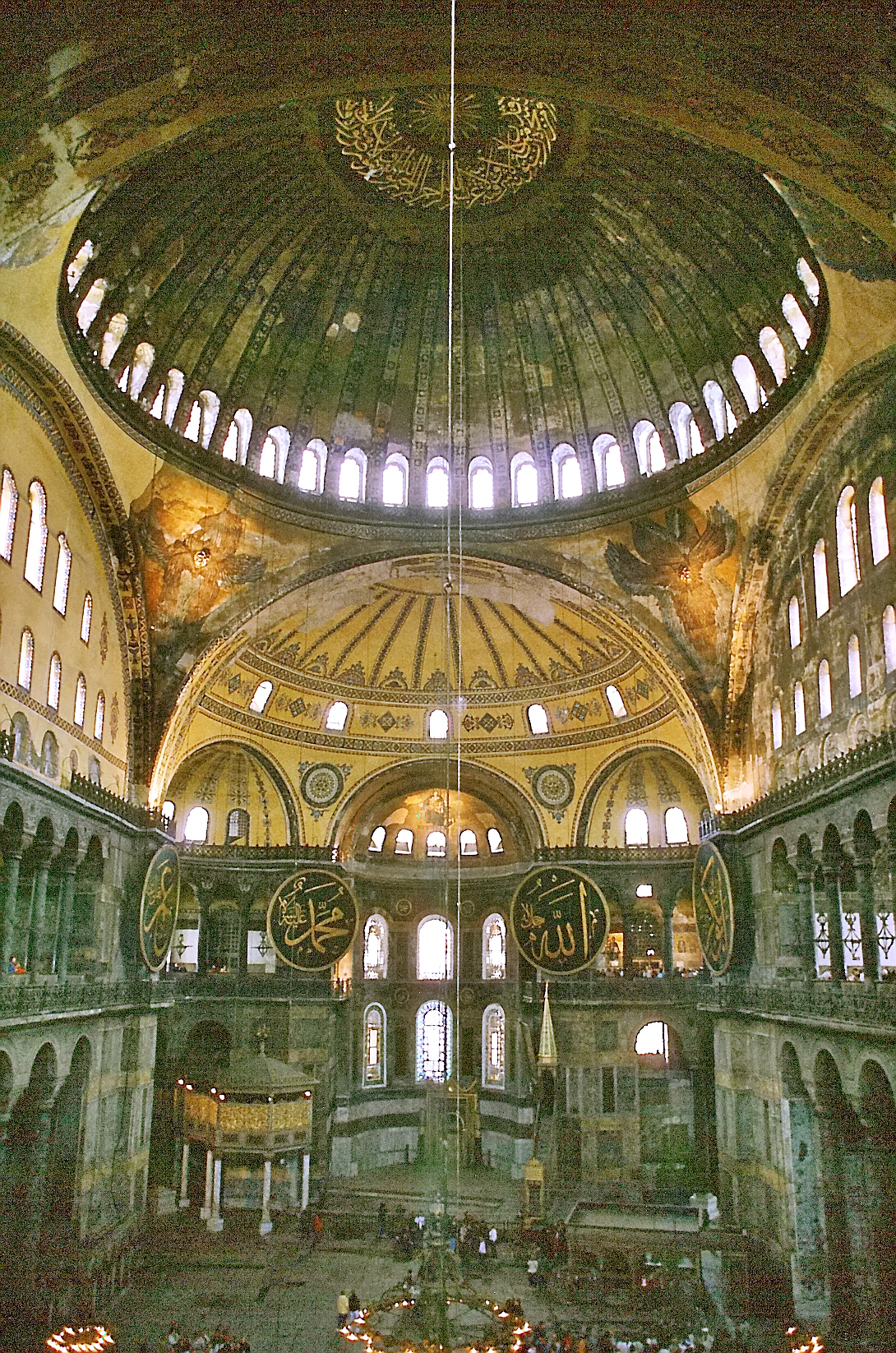
Interior

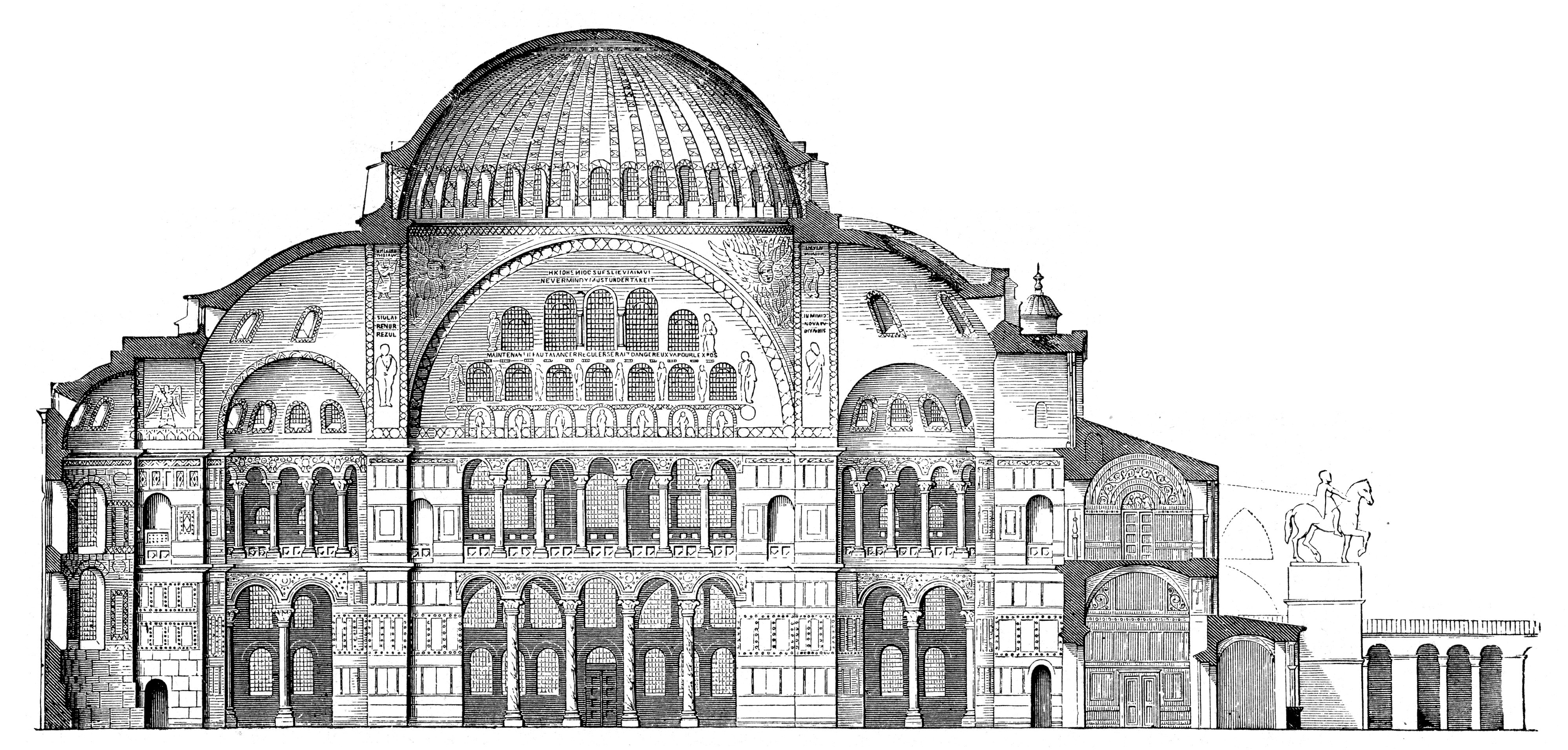
Secțiune

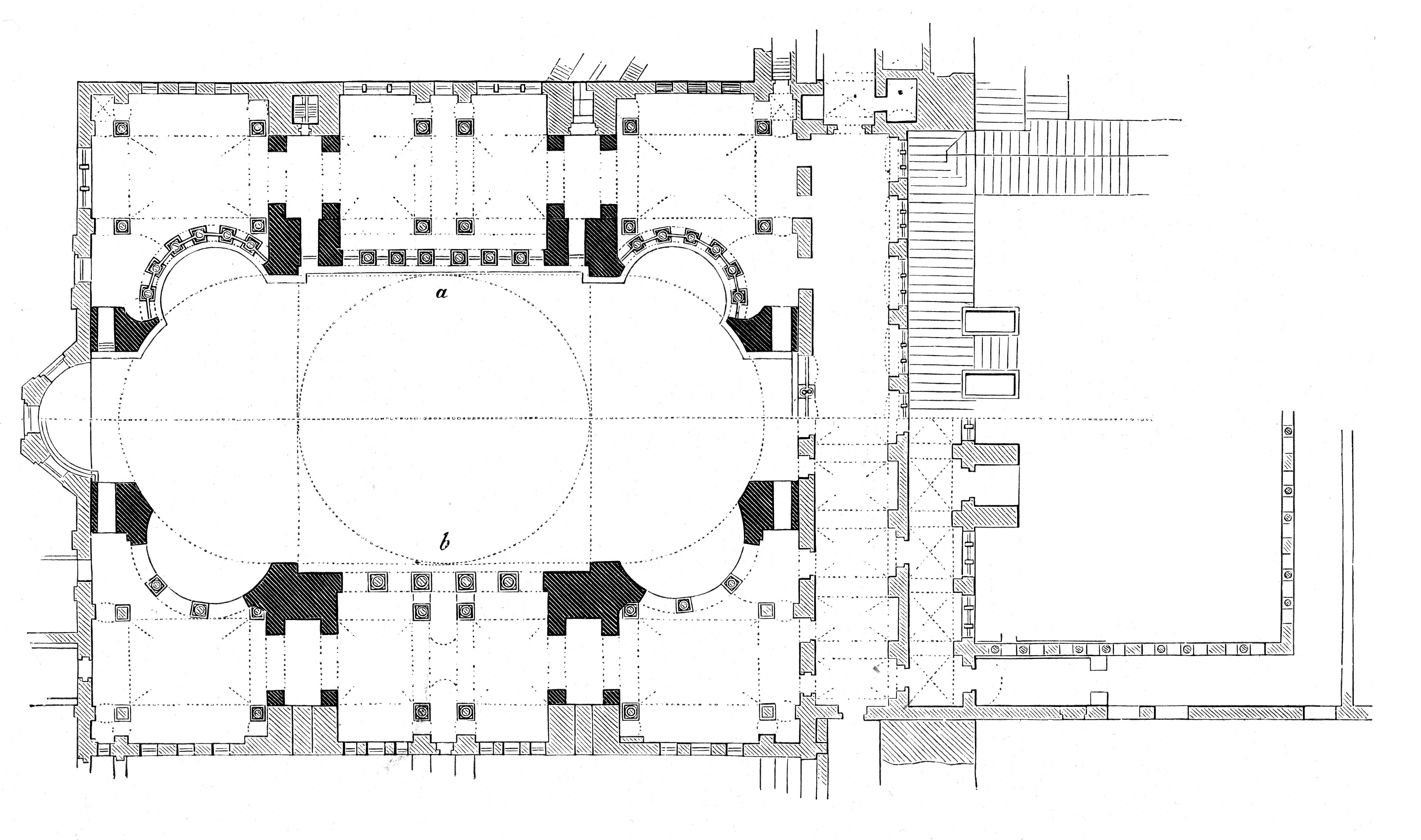
Plan

## Istoric

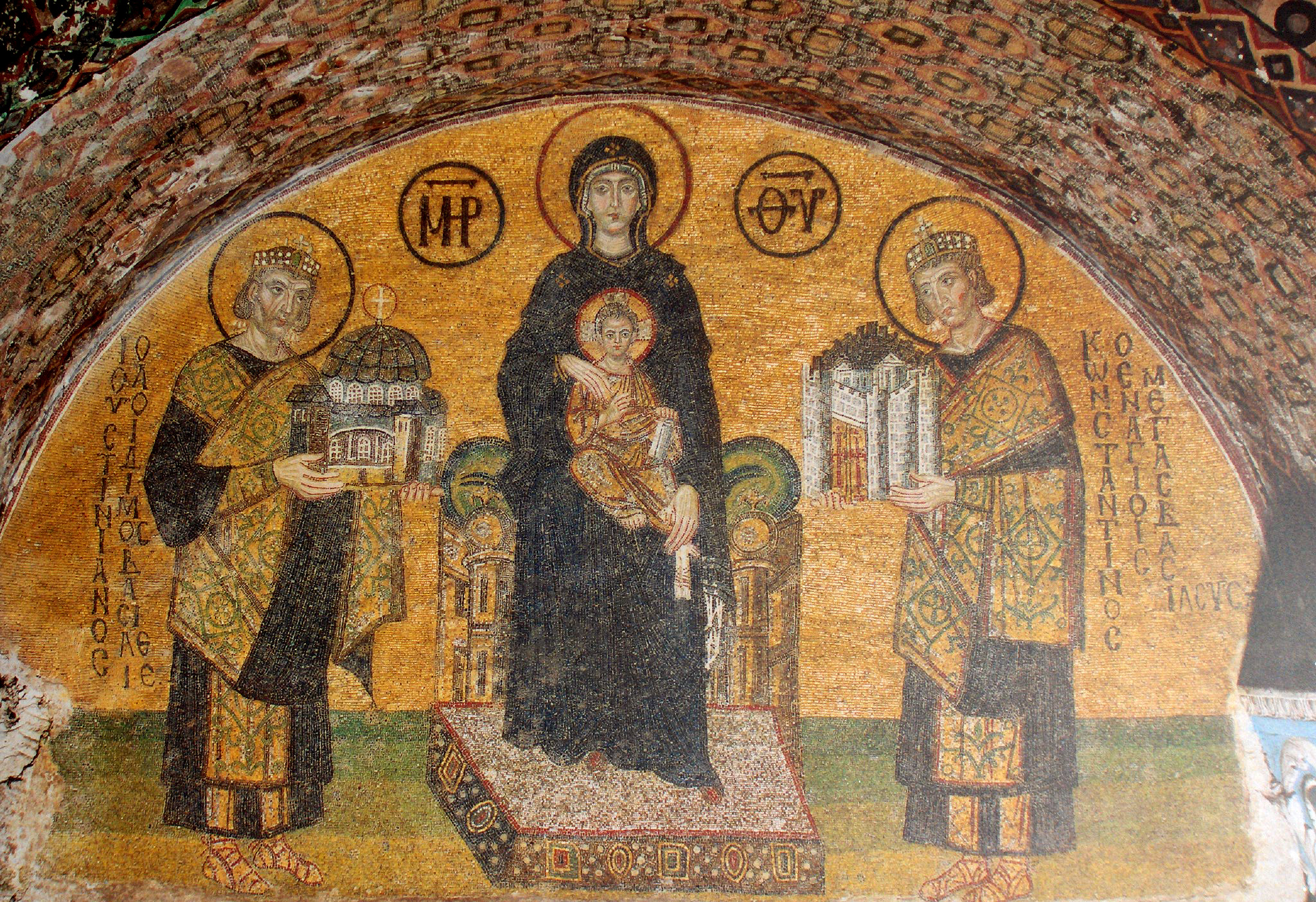
Mozaic reprezentând-o pe Fecioara Maria cu pruncul în brațe și pe împărații Constantin (dreapta) și Iustinian (stânga).

Numele fostei biserici este Sfânta Înțelepciune sau în greaca-bizantină Αγια Σοφια / Hagia Sophia. Considerată de unii autori drept cea de a opta minune a lumii antice târzii, Sfânta Sofia este oricum o glorie a geniului constructiv uman. Ea a reprezentat centrul vieții religioase a Imperiului Roman de Răsărit, servind în această postură timp de 916 ani. După cucerirea turcă a servit drept moschee alți 482 de ani, iar după anul 1935 a devenit muzeu la inițiativa marelui reformator turc Mustafa Kemal Atatürk. Din iulie 2020, când Consiliul de Stat al Turciei a declarat ilegală decizia secularizării locașului, Hagia Sophia a redevenit moschee.

### Începuturi
Prima biserică cu acest nume a fost construită de împăratul Constantin cel Mare în anul 325 d.Cr., pe locul înalt unde existase anterior un templu dedicat zeiței Artemis, pe acropolisul vechiului Byzantion. Au urmat lucrări de mărire a bisericii sub urmașul ctitorului, Constantius, în anul 365, timp în care s-a dat atenția cuvenită locașului ca reședință episcopală a Constantinopol-ului. În anul 404, biserica a fost incendiată pe timpul unei revolte legate de exilul Sfântului Ioan Chrisostom. În anul 415 d.Cr., împăratul Teodosiu al II-lea a reconstruit biserica într-o nouă variantă arhitecturală. Acest al doilea edificiu a fost devastat și incendiat în cursul revoltei numite Nika, din anul 532, revoltă ce era pe cale să răstoarne tronul împăratului Iustinian I (cel Mare).

### Marea Catedrală și evoluțiile ei

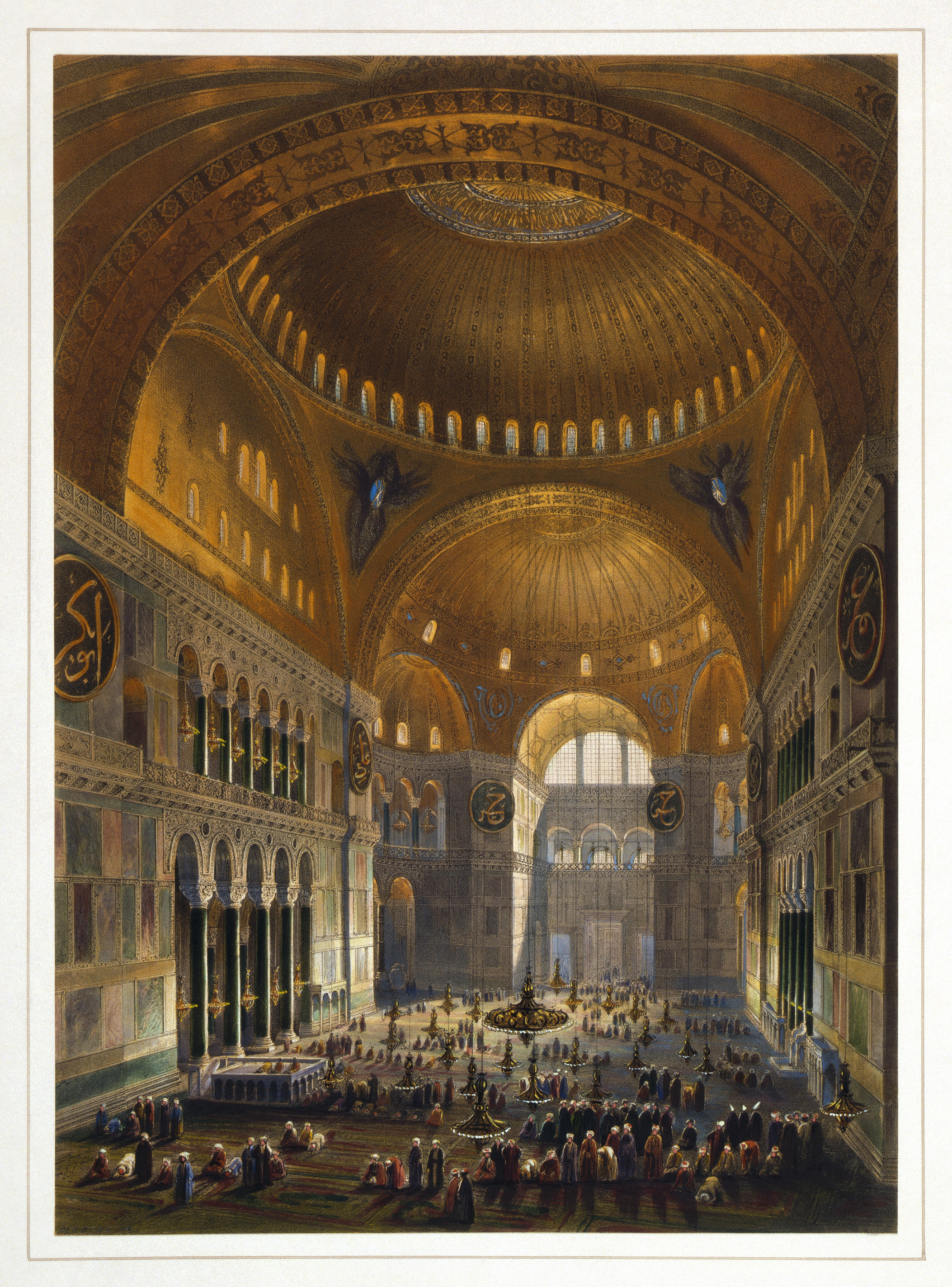
Moscheea Hagia Sofia, sec. XIX.

După înăbușirea revoltei, împăratul Iustinian a trecut la materializarea visului său de a ridica o biserică fără egal în lumea sa. A încredințat sarcina celor mai renumiți arhitecți ai timpului, Anthemius din Tralles și Isidoros din Milet. S-a apreciat că sub comanda acelora au lucrat încă 100 de maiștri și 10.000 de lucrători. S-au ales cele mai valoroase materiale din imperiul aflat la o mare bogăție și întindere și s-au adus elemente valoroase de arhitectură din monumente antice, de la Efes, Cyzic, Baalbek, sau Heliopolis din Egipt.
După numai cinci ani, un record pentru acele timpuri, în ziua de 26 decembrie 537 d.Cr., Justinian a putut exclama: Glorie Dumnezeului care m-a ajutat să-mi săvârșesc o astfel de lucrare ! Solomon te-am învins !.
După numai două decenii, 3 cutremure puternice de pămȃnt (la 15 august 553, 14 ianuarie 557 și la 7 mai 557 d.C.), au determinat prăbușirea unei părți a admirabilei cupole. Cauza prăbușirii a fost forma prea plată a cupolei. Restaurarea cupolei i-a fost încredințată nepotului lui Isidoros din Milet, care i-a dat o formă mai înaltă și mai stabilă. La 24 decembrie 563, Iustinian, la vârsta de 84 de ani, a reinaugurat biserica. Noua cupolă a dăinuit tuturor cutremurelor de pămȃnt ulterioare, pȃnă azi.
În anul 859 biserica a suferit un puternic incendiu distrugător, iar sub domnia împăratului Vasile I, un alt cutremur a prăvălit partea de apus a edificiului, la 9 februarie 869. Reparația s-a executat rapid, în anul următor, 870, deoarece imperiul era într-o perioadă de înflorire.

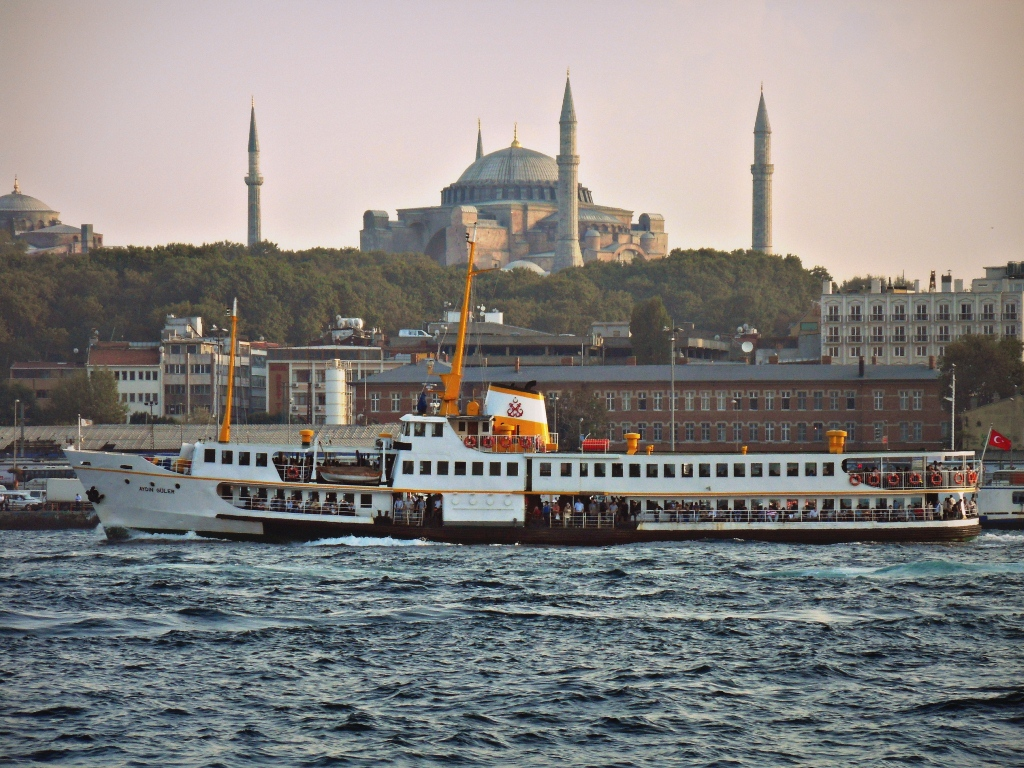
Vedere de pe Bosfor.

Un cutremur deosebit de violent, din 25 octombrie 986, a provocat bisericii asemenea stricăciuni încât s-a pus problema închiderii ei definitive. Restaurarea a durat până în anul 994, revenind arhitectului Tridates.
În anul 1204 catedrala Sfânta Sofia a fost jefuită sălbatic de nobilii creștini apuseni participanți la Cruciada a patra. Jaful a durat trei zile, timp în care locașul a fost golit de icoane prețioase încadrate de aur, argint și pietre prețioase, de candelabre din argint și aur, de cruci încrustate și ele cu pietre prețioase și de alte relicve rare. Patriarhul Joannes Kamateros a fugit în exil. În locul acestuia ocupanții apuseni l-au ales pe clericul venețian Tommaso Morosini în scaunul de patriarh de Constantinopol, alegere făcută fără acordul papei Inocențiu al III-lea. Inițial papa s-a opus recunoașterii lui Morosini ca patriarh de Constantinopol, însă în anul 1205 a fost nevoit să accepte acest fapt împlinit.
Istoricul Steven Runciman, specialist în istoria cruciadei a patra, a considerat înființarea Imperiului Latin de Constantinopol drept „un act de gigantică prostie politică”.
Împăratul bizantin Mihail al VIII-lea Paleologul a restaurant biserica după izgonirea cruciaților în anul 1261. În anul 1317, împăratul Andronic al II-lea Paleologul a dispus întărirea bisericii cu contraforturile de la nord-est și sud-vest.
Cutremurul din 1348 a provocat o nouă prăbușire a părții de răsărit a cupolei, iar restaurarea s-a putut realiza numai prin colectă publică, deoarece imperiul intrase deja în declinul abrupt al destrămării. Toate relatările din sec. al XV-lea, cu câteva decenii înaintea prăbușirii Imperiului Bizantin, vorbesc de o stare de întreținere jalnică a bisericii, în concordanță cu decăderea generală.

### Moscheea și muzeul
Ultima slujbă ortodoxă a fost oficiată în 29 mai 1453, cu puțin timp înainte ca turcii să cucerească Constantinopolul. Sultanul Mahomed al II-lea Cuceritorul, a recunoscut importanța catedralei și a decis transformarea ei în moschee. Prima rugăciune musulmană a avut loc vineri, 1 iunie 1453. Mozaicurile au fost acoperite cu un strat de tencuială albă, fără a fi distruse. Motivul este faptul că islamul consideră imaginile cu îngeri, oameni sau animale drept idolatrie. Ulterior, turcii au adăugat fostei catedrale patru minarete în cele patru colțuri. Primul l-a ridicat Mahomed al II-lea Cuceritorul, cel de al doilea l-a înălțat fiul său, Baiazid al II-lea, iar ultimele două au revenit lui Selim al II-lea, în secolul al XVI-lea, prin arhitectul turc cel mai valoros, Mimar Sinan. În anul 1573, tot el a condus consolidarea edificiului cu noi contraforturi. Sinan a mai construit în interior Loja sultanului, iar în exterior mausoleul lui Selim al II-lea, în 1577. Cu timpul, în jurul Sfintei Sofia turcii au adăugat o serie de construcții mărunte cu destinații diverse: o fântână de purificare, un orologiu, o medresă (școală coranică) și mai multe mausolee ale membrilor dinastiei otomane.
Între anii 1847-1849, a avut loc renovarea moscheii din ordinul sultanului Abdul-Medjid. Au participat 800 de lucrători sub comanda a doi frați arhitecți de origine italiană, Gaspare și Giusepe Fossati. Cu această ocazie au fost redescoperite vechile mozaicuri bizantine, dar au fost din nou acoperite. Tot mobilierul interior și loja imperială a fost restaurat. Atunci au fost fixate pe pereți și cele 8 mari medalioane ce conțin numele lui: Allah, Muhammad, Abu Bakr, Umar, Uthman, Ali, Hasan și Husayn, în limba arabă. Ele au fost realizate de către caligraful Kazasker Mustafa Izzed Efendi.
În anul 1935, primul președinte al Turciei moderne, Mustafa Kemal Atatürk, a hotărât transformarea moscheii în muzeu, datorită importantei sale istorii milenare și a valorii artistice și arhitectonice inestimabile. Cu această ocazie, au fost scoase la iveală vechile mozaicuri, unele dintre ele păstrate într-o stare bună. În anul 1985, Hagia Sophia a fost inclusă pe lista monumentelor patrimoniului mondial UNESCO. De-a lungul timpului, muzeul a fost vizitat de o serie de personalități importante precum Papa Benedict al XVI-lea, președintele american Barack Obama sau Papa Francisc.

### Reîntoarcerea la statutul de moschee

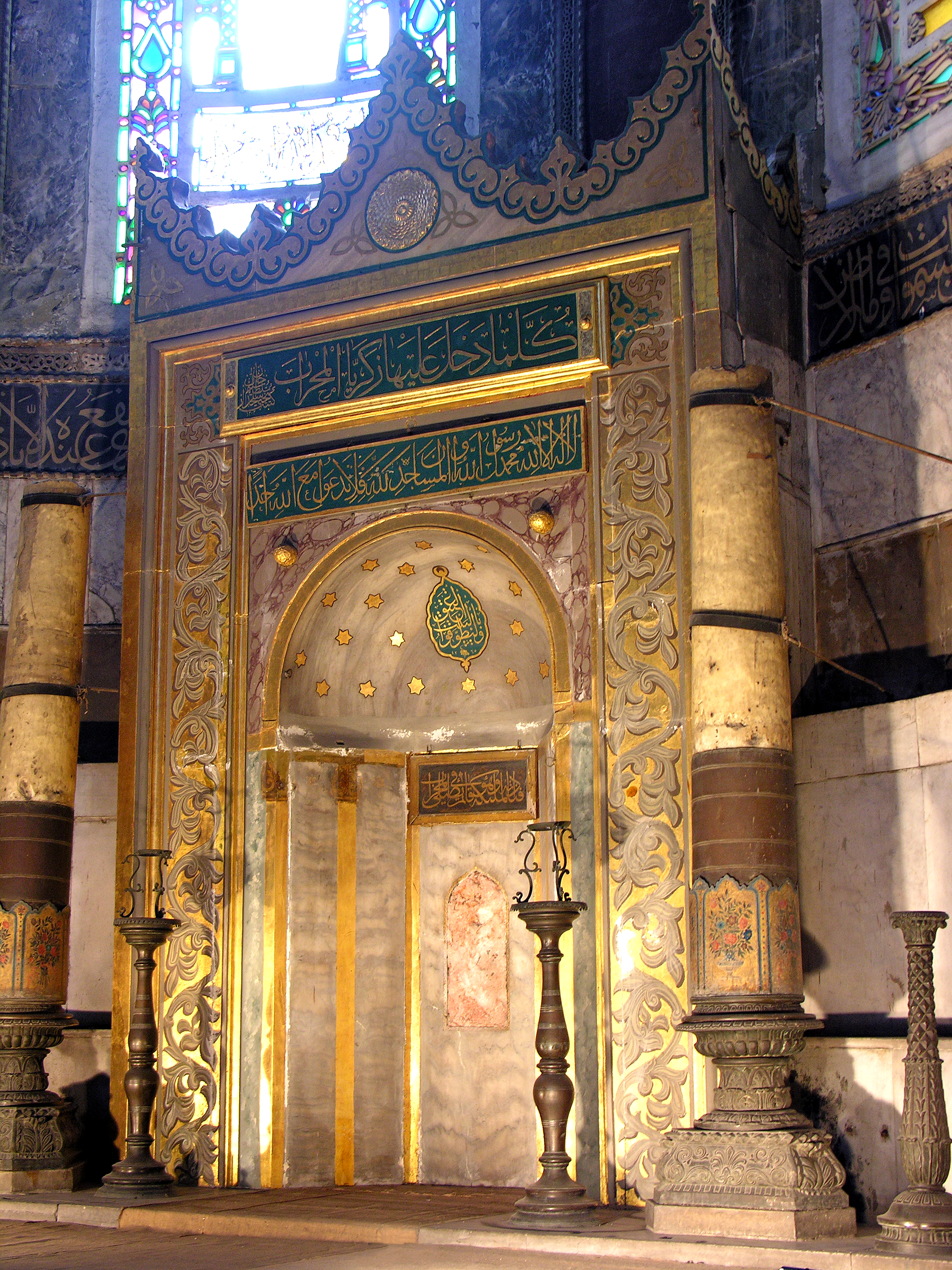
Mihrabul moscheii.

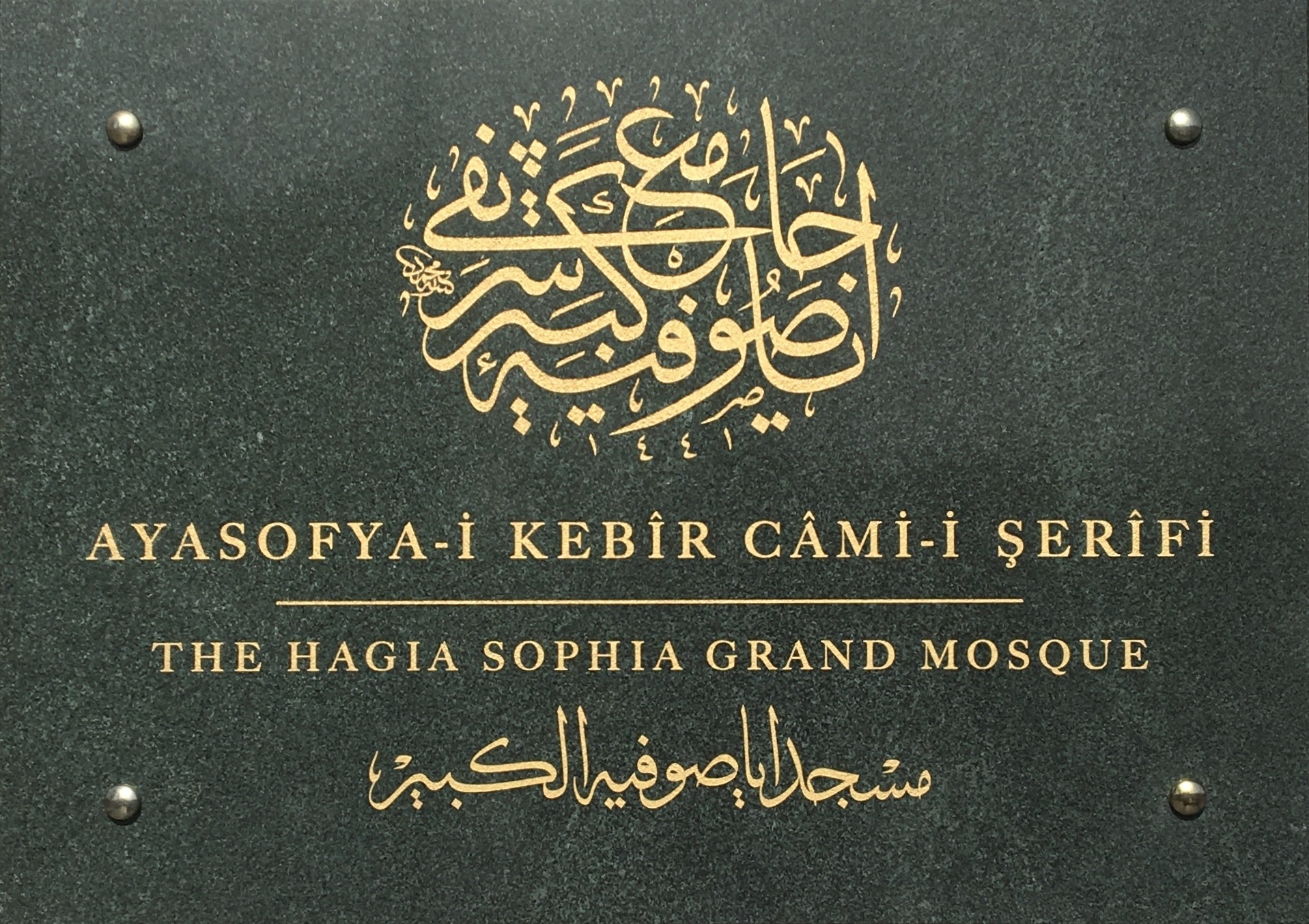
Placa de la intrarea în moschee.

Încă din anul 1935, când moscheea a devenit muzeu, au existat diferite voci venite din partea politicienilor conservatori sau a liderilor religioși care au criticat această decizie. Primele demersuri pentru reîntoarcerea clădirii la statutul de moschee au început în anii '50 cu unele petiții venite din partea asociațiilor studențești conservatoare. Necip Fazıl Kısakürek (1904-1983), celebru poet și gânditor islamist, conservator, a militat pentru această cauză.
În anul 1977, Partidul Salvării Naționale (Millî Selâmet Partisi, MSP), de orientare islamistă, a organizat un mare miting în Piața Taksim, cu ocazia aniversării cuceririi Constantinopolului din 29 mai 1453, cerând transformarea muzeului înapoi în moschee. Inițiativa acestora a rămas fără rezultat, mai ales că partidul a fost interzis în anul 1981. Necmettin Erbakan (1926-2011), fost membru al partidului și prim-ministru al Turciei între anii 1996-1997 a fost unul dintre cei mai importanți militanți pentru reîntoarcerea muzeului la statutul de moschee, asumându-l ca obiectiv politic. Înlăturarea sa de la guvernare, la presiunile armatei, l-a împiedicat să ducă acest proiect până la capăt.
Chiar dacă rugăciunile în cadrul muzeului au fost strict interzise, în anul 2006, în urma mai multor dezbateri, guvernul a acceptat alocarea unei mici încăperi din cadrul complexului pentru a deveni loc de rugăciune pentru personalul muzeului. În anii următori, au avut loc o serie de dezbateri privind statutul edificiului. Deputatul conservator Bülent Arınç a cerut în anul 2013 reconvertirea muzeului în moschee. În anul 2014, cu ocazia redeschiderii Moscheii "Ortaköy" după mai multe lucrări de restaurare, mulțimea adunată în fața locașului a cerut transformarea muzeului Hagia Sophia în moschee. Recep Tayyip Erdoğan, pe atunci prim-ministru prezent la eveniment, s-a arătat favorabil acestor demersuri. La 1 iulie 2016 s-a făcut prima chemare la rugăciune musulmană după 1935 în interiorul muzeului. Ulterior, mai multe asociații naționaliste turcești au cerut în mod repetat transformarea muzeului în moschee, iar în mai 2017 au organizat chiar o mare adunare unde s-au rugat în față la Hagia Sophia. În iunie 2017, a avut loc un program special televizat cu recitări din Coran în interiorul muzeului, cu ocazia lunii Ramadan. În martie 2018, președintele Recep Tayyip Erdoğan, a declarat că statutul de muzeu al edificiului nu mai poate fi păstrat, iar întoarcerea la cel de moschee este iminent. După 2 ani, în 29 mai 2020, la a 567-a aniversare a Cuceririi Constantinopolului, un imam a recitat din Coran în interiorul muzeului, rostind o rugăciune alături de președinte, printr-o transmisiune online. S-au anunțat demersurile privind reîntoarcerea muzeului la statutul de moschee. În 10 iulie 2020, Consiliul de Stat a anulat decizia din 1935 privind transformarea moscheii în muzeu și a stabilit că edificiul nu poate avea un alt statut legal decât cel de moschee. A urmat semnarea unui protocol între Mehmet Ersoy, Ministrul Turismului și al Culturii și imamul Ali Erbaș, Ministrul Afacerilor Religioase, ce a trecut Hagia Sophia în administrarea ministerului din urmă. Imediat, s-au început lucrările de reconvertire a edificiului, anunțându-se că vechile mozaicuri bizantine vor fi acoperite cu perdele în timpul rugăciunilor. Prima rugăciune a avut loc vineri, 24 iulie 2020 și a strâns mii se participanți, inclusiv președintele turc, în ciuda criticilor internaționale venite din partea Asociației Internaționale Pentru Studii Bizantine, a reprezentanților UNESCO și ai unor state precum Grecia ce au cerut menținerea statutului de muzeu al monumentului. În prezent, Hagia Sofia este o moschee și poate fi vizitată în continuare de către turiști, dar în afara orelor de rugăciune musulmane.

## Arhitectura

1 — intrare; 2 — poarta imperială; 3 — coloana plânsului; 4 — altar; 5 — amvon; 6 — loja sultanului; 7 — Omphalos („buricul pământului”); 8 — urne de marmură din Pergam; a — baptisteriu din epoca bizantină, mormântul sultanului Mustafa I; b — minaretele sultanului Selim al II-lea

Planul bisericii lui Iustinian cuprindea un atrium perpendicular pe axa longitudinală a edificiului, un nartex exterior (pronaos), un nartex interior, nava centrală, acoperită cu o cupolă gigantică, două nave laterale și galeriile superioare, de la etaj, galerii care înconjoară nava centrală din trei părți, sub formă de potcoavă deschisă spre altar. Din atriumul astăzi dispărut se pătrundea în nartexul exterior (exonartex) prin șapte porți gigantice, iar mai departe în nartexul interior (esonartex) prin cinci porți bătute în bronz și decorate cu cruci aurite. Din nartexul interior, alte nouă porți asigură comunicația cu spațiul central al bisericii. Trei porți de la sud erau destinate accesului poporului, iar altele trei de la nord erau destinate celor care solicitau adăpost spiritual. Porțile centrale, tot în număr de trei, erau rezervate împăratului și suitei sale. În mijloc, cea mai înaltă era Poarta împărătească, placată cu argint aurit, decorație jefuită de apuseni în 1204.
Cele două nartexuri sunt săli transversale alăturate și succesive, perpendiculare pe axa mediană a locașului și lungi cât toată latura acestuia. Au lungimea de 60,90 metri și lățimea de 6,03 metri, cu plafoane sub formă de bolți alternative întrepătrunse.
Nartexul exterior era încăperea rezervată celor care nu fuseseră botezați și cărora nu li se permitea intrarea în biserică. La extremitățile lui de nord și de sud otomanii au practicat niște uși de acces spre minaretele ridicate de ei. Bolțile sale întrepătrunse sunt decorate cu frescă. Nartexul interior are bolțile decorate cu mozaic pe fond auriu, iar zidurile placate în partea de jos cu marmură de diverse nuanțe, străbătută de vinișoare de culoare mai închisă în aceeași nuanță. Păstrează mozaicurile originale cu caractere geometrice și florale și avea menirea de a-i impresiona pe credincioși.
Spațiul imens din nava centrală stupefiază și nu poate fi cuprins dintr-o singură privire. Centrul cupolei se înalță la 55,60 metri (echivalentul unui bloc modern cu 15 etaje), având un diametru la bază de 31,36 metri (echivalentul unui bloc modern cu 9 etaje, așezat de-a latul). Cupola parcă plutește pe cele 40 de ferestre care o înconjoară la bază. Ea pare a pluti, a se înălța, purtată de lumina ferestrelor ce-i înconjoară baza. Spațiile de la parter erau rezervate bărbaților, iar cele de la galeriile etajului erau destinate femeilor. Spațiul central al bisericii, cel mai luminat, era destinat clericilor și este mărginit pe două nivele de șiruri grațioase de coloane. La dreapta și la stânga navei centrale, la parter, se aliniază câte un rând de coloane din granit, aduse de la Efes. Nișele circulare de la colțurile spațiului central posedă opt coloane de porfir provenite de la Baalbek. Cea mai mare parte a coloanelor se termină cu capiteluri bizantine composite, ornate cu frunze de acant. Monogramele cuplului imperial, Justinian și Theodora sunt gravate pe fața și spatele capitelurilor. În total, biserica posedă 107 coloane, din care 40 la parter și 67 la etaj, la galerii. Cele mai înalte coloane de la parter măsoară 20 de metri înălțime, au un diametru de aproape 1,5 metri și o greutate de circa 7 tone. Galeriile de la etaj s-au construit deasupra navelor laterale și deasupra nartexurilor, având un plan de potcoavă cu unghiuri drepte, potcoavă deschisă spre altar. Accesul de la parter spre etaj se făcea pe la capetele nartexului interior, urmând niște serpentine largi, pavate cu piatră bolovănoasă, serpentine asemănătoare unei scări încolăcite, dar fără trepte. Acele căi se numeau kihlias. Cea din sud a dispărut cu ocazia lucrărilor pentru un minaret.

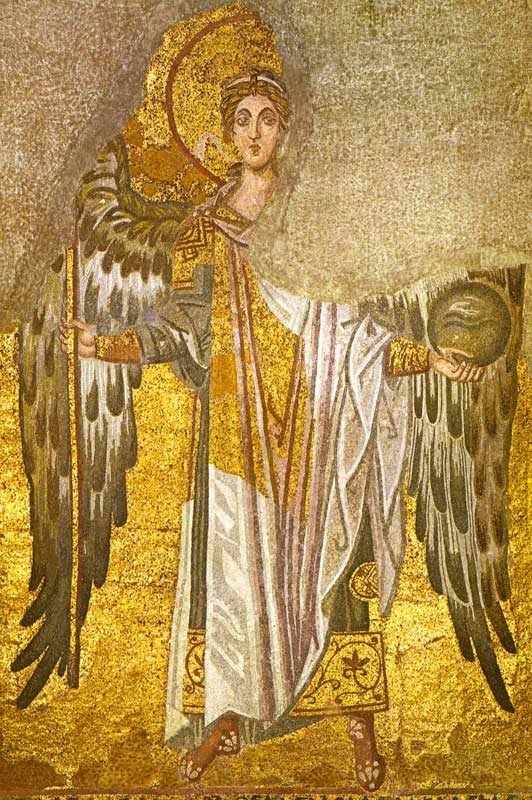
Arhanghelul Gabriel, mozaic.

Galeria centrală, poziționată în fața altarului, adică partea vestică a potcoavei galeriilor, era destinată numai împărătesei și suitei sale. Partea nordică a galeriei, a potcoavei, era destinată ca ginaeceum sau matroneum, fiind destinată numai femeilor care asistau la slujbe. Cea mai atractivă este galeria sudică la care se ajunge după ce se trece printr-o deschidere a unui perete subțire de marmură. Acel perete a fost adăugat mai târziu pentru a delimita Sala conciliilor, iar deschiderea a primit numele de „Poarta Paradisului și a Infernului”.
Uimitoarea cupolă este unită la răsărit și la apus cu câte o semicupolă cu dimensiuni asemănător de ample, acelea concurând la amplificarea grandioasă a spațiului. Cupola centrală este unită cu alte trei semicupole mai mici, dintre care cea din mijloc acoperea absida altarului. Lungimea navei centrale, incluzând absida altarului, măsoară 79,30 metri, astfel că împreună cu nartexurile edificiul atinge lungimea de circa 100 de metri. Nava centrală măsoară 32,27 metri, iar împreună cu navele laterale oferă edificiului o lățime de 70 de metri. În total, construcția acoperă, cu unele anexe, suprafața de 7.500 de m2, fără a pune la socoteală atriumul pierdut. Este o suprafață o dată și jumătate mai mare decât a unui stadion modern.

## Decorația interioară
Din mărturiile a numeroși autori creștini reiese că centrul cupolei era acoperit cu un imens mozaic reprezentând pe Iisus Pantocrator, iar pe cele patru pandantive de la baza cupolei erau reprezentați patru îngeri magnifici, cei de la răsărit executați în mozaic, iar cei de la apus în frescă. Până în sec. al XIX-lea toată decorația superioară a bisericii rămăsese neatinsă, dar niște restauratori din occident, frații Fosatti din Elveția, au pus la dispoziția turcilor mijloacele de a ajunge la înălțimile maxime ale bisericii. Turcii și-au realizat visul dea înlătura imaginea lui Iisus Pantocrator, înlocuind-o cu un verset din Coran. Tot atunci reprezentările îngerilor au fost înlocuite cu niște medalioane mari cu caligrafii arabe aurite pe fond negru. Bisericii i-ar mai fi trebuit numai câteva decenii pentru a-și salva bogăția decorației creștine seculare. Zidurile laterale ale edificiului, la nord și sud, cuprinse sub arcuri mărețe, sunt străpunse de mulțime de ferestre dispuse pe mai multe rânduri. Prin ele se revarsă lumina zilei spre spațiul central de jos și spre cel de la galerii.
Întregul perimetru al spațiului central, până la galerii, și nartexul interior, până la bolțile cu mozaic, sunt placate cu marmură într-o paletă coloristică discretă inimitabil de diversă. Unii autori vorbesc de peste 60 de nuanțe de marmură, cu incredibile jocuri de nervuri. Marmura albă a provenit din insula Proconessos din Marea Marmara, cea cu nuanțe verzi din insula Eubeea și din Munții Tayget, de lângă Sparta, cea cu nuanțe roz de la Synada, din Asia Mică, cea cu nuanțe de galben și roșu închis din Africa.
Placile de marmură sunt prinse în panouri, cu desenele nervurilor așezate simetric. În navele laterale există panouri de marmură gravată, asemănătoare cu cele de deasupra Porții imperiale. Gravurile reprezintă delfini stilizați și Tridentul zeului Poseidon, simboluri emblematice ale Imperiului Roman de Răsărit. În diverse puncte ale bisericii s-au păstrat mozaicuri splendide cu vârstă milenară. Pe semicupola absidei altarului se găsește o magnifică reprezentare a Fecioarei cu Pruncul în brațe încadrată de cei doi Arhangheli, dintre care numai Gabriel este foarte bine păstrat. Frumusețea chipurilor din acest tablou este încântătoare. Partea stângă a navei centrale este prevăzută cu nișe la înălțime. În acele nișe sunt reprezentate, în mozaic, diverse personaje religioase (sfinți și patriarhi).
Nava laterală dinspre sud a păstrat minunat toată decorația mozaicală originală, din sec. al VI-lea d.Cr., cu motive vegetal-florare și geometrice pe fond auriu.
Galeriile de la etaj dețin cele mai spectaculoase mozaicuri cu figuri umane din arta bizantină, dar și acoperiri cu mozaic pe bolte și arcuri. Se amintesc mozaicurile: Iisus încadrat de împăratul Constantin al IX-lea Monomachos și împărăteasa Zoe, un tablou al Sfintei Fecioare cu Pruncul în brațe, încadrată de Ioan al II-lea Comnen și împărăteasa Irina, un tablou al prințului nefericit Alexios, fiul celor doi, pătrunzătorul tablou Deisis, în care Iisus are alături pe Sfânta Fecioară și pe Sfântul Ioan Botezătorul, împăratul Alexandru, asociat la domnie cu Leon al VI-lea.
La parter, deasupra Porții imperiale se găsește un tablou valoros reprezentând pe Cristos așezat pe un tron opulent, făcând cu mâna dreaptă semnul botezului și ținând în mâna stângă o carte deschisă ce poartă scris: pace vouă, Eu sunt lumina lumii. În partea stânga jos se prosternează împăratul Leon al VI-lea Filozoful, cerând îndurare pentru greșeala celor patru căsătorii ale sale. De o parte și de alta, în medalioane este reprezentată Sfânta Fecioară și Arhanghelul Gabriel.

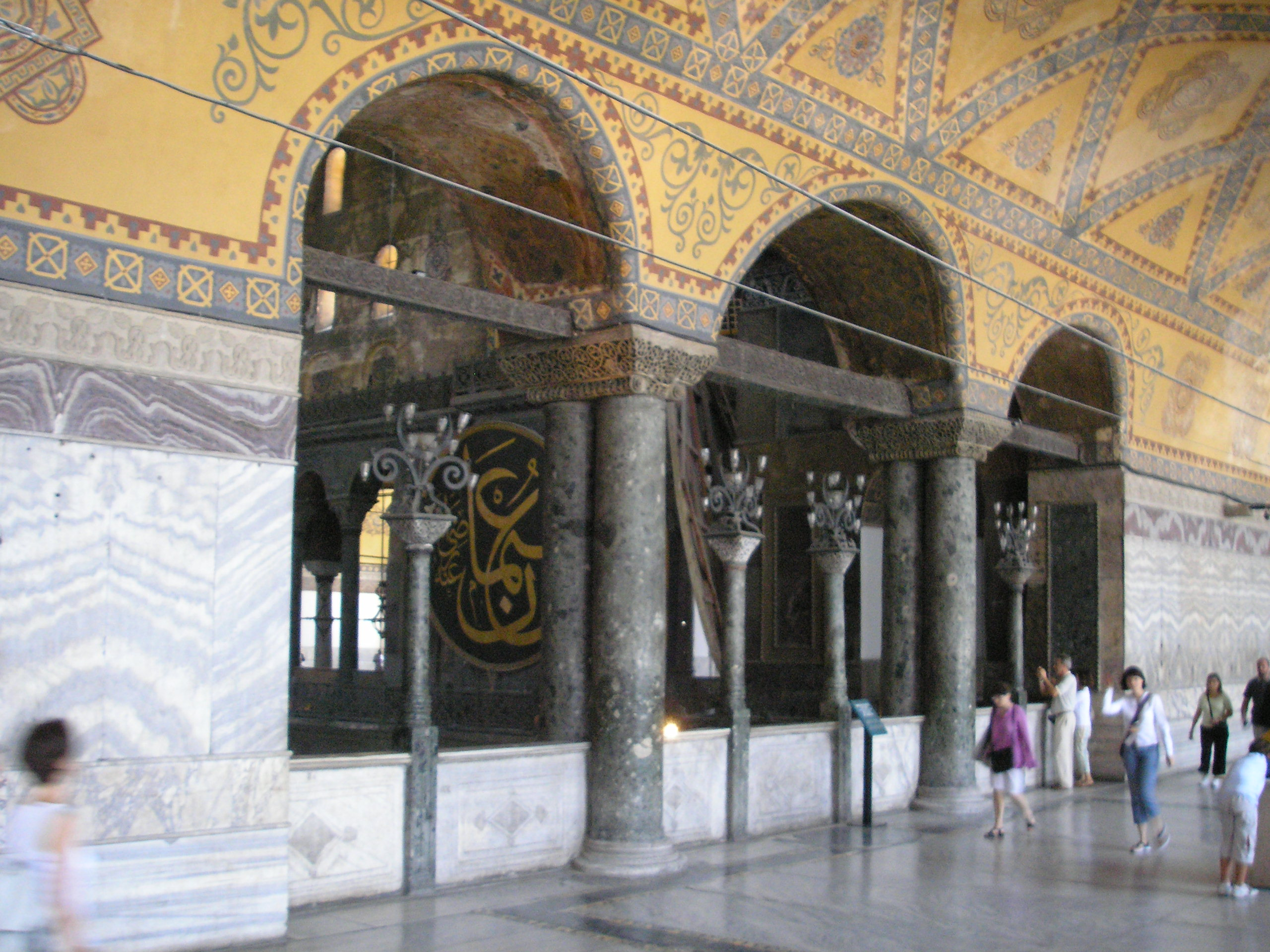
Loja Împărătesei.

La capătul de sud al nartexului interior, printr-o poartă amplă, se ajunge într-un vestibul spațios și de acolo în exterior. Se numește vestibulul războinicilor. În sec. al X-lea acest vestibul era folosit drept cale de intrare curentă în biserică. Din el se putea pătrunde într-o încăpere privată a împăratului numită Horologion, încăpere în care împăratul își schimba ținuta pentru slujbe. În acea încăpere se găsea o clepsidră de la care a derivat numele încăperii. Deasupra porții dinspre nartexul interior, privind din interiorul vestibulului, se află un mozaic reprezentativ. Este vorba de imaginea Sfintei Fecioare cu Pruncul așezată pe un tron de argint, încrustat cu pietre prețioase. La dreapta, Constantin cel Mare îi oferă macheta orașului, iar la stânga Iustinian I îi oferă macheta bisericii "Sfânta Sofia". Poarta de bronz a vestibulului, prin care se iese afară, datează din sec. II-I î.Cr. Este numită Frumoasa poartă, a fost adusă de la un templu elenistic din cetatea Tarsus, Asia Mică, cetate de care este legată viața Sfântului Paul.

## Curiozități

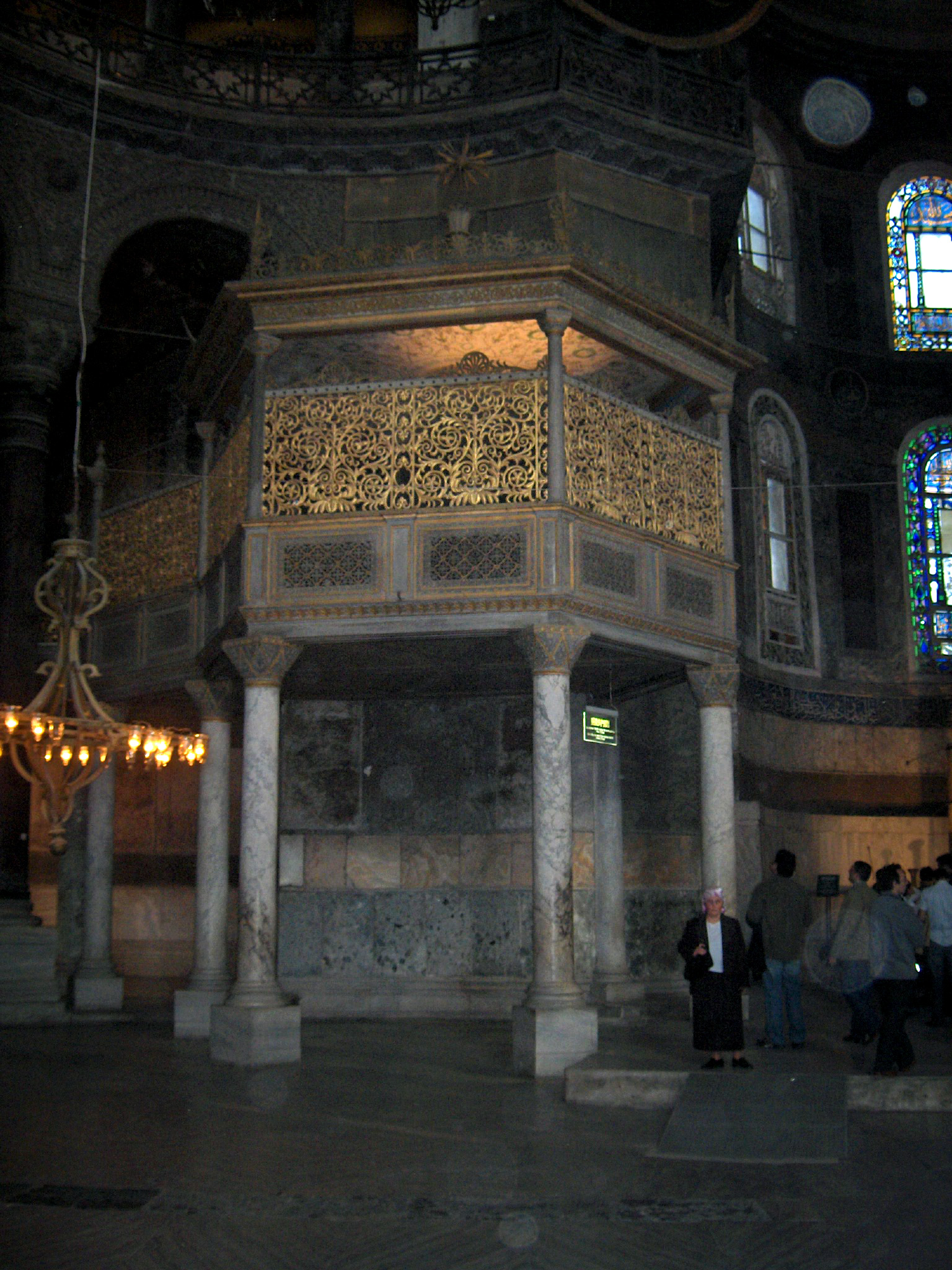
Loja sultanului.

Una dintre curiozități o reprezintă coloana de marmură cu secțiune pătrată, plasată în extremitatea de sud-est, în spațiul central. Pe ea există o amprentă de palmă care a intrat în legendele creștine și turcești deopotrivă. Blocul de marmură cu amprenta palmei a fost adăugat mai târziu la baza coloanei, fiind adus de la biserica "Theodokos" (localitatea Ayvansaray, Asia Mică). Amprenta este atribuită Sfintei Fecioare, care, fiind prigonită de evrei, s-a refugiat în Asia Mică, împreună cu Sfântul Ioan Evanghelistul, în jurul anului 60 d.Hr. Legenda leagă urma acelei palme pe piatră de trecerea Sfintei Fecioare prin ținutul acelei biserici.
O altă curiozitate este reprezentată de o altă coloană cu secțiune pătrată, plasată în nava de sud, în apropiere de o poartă dinspre nartexul interior. În partea inferioară a acelei coloane există o gaură cu diametrul puțin mai mare decât degetul gros al mâinii. Este cunoscută drept Coloana care transpiră și este considerată miraculoasă pentru vindecarea bolilor de ochi. Cel interesat de vindecare trebuie să introducă degetul mare în gaură și să facă o rotire a palmei în jurul găurii, pentru a culege transpirația pietrei.
Curioasă este și existența în biserica Sfânta Sofia a două vase ovoidale gigantice, de marmură albă, plasate de o parte și de alta a Porții imperiale, în nava centrală. Vasele au fost descoperite în ruinele anticului Pergam și aduse de turci la Constantinopol. Li s-a adăugat câte un capac și câte un robinet, pentru a servi la spălarea rituală islamică, pe timpul când locașul a servit ca moschee.
Fosta catedrală era o construcție remarcabil de mare, doar cu câțiva centimetri mai mică decât domul Panthéon-ului din Paris, una dintre cele mai mari clădiri. Domul ei era  cel mai mare de acest fel, doar domul Bazilicii "Sfântul Petru" din Roma, construită în secolul al XVI-lea, a întrecut imensitatea ei.
Se spune că slujbele ținute în "Sfânta Sofia" erau grandioase, iar participarea la una din aceste slujbe a determinat delegația cneazului ruteano-kievean Vladimir I să opteze pentru creștinarea rușilor kieveni de către Patriarhia de Constantinopol. 
A fost locașul cel mai impresionant și venerabil al creștinismului ortodox și al creștinismului, în general. Edificiul a fost deschizător de drumuri în arhitectura și ornamentația creștină arhaică, iar prin dimensiunile și decorația de excepție a avut menirea să transmită timpului său și posterității puterea Imperiului roman de Răsărit și a împăratului său preacredincios. Biserica a devenit un prim simbol al măreției creștinismului în acea parte de lume unde el s-a născut, un tezaur neprețuit pentru strălucitorul Constantinopol. Din acest motiv, sultanul Mehmed al II-lea Cuceritorul și-a dorit biserica pentru el ca moschee.

## Edificii adiacente
Cu trecerea timpului, în preajma bisericii s-au adăugat alte trei construcții de interes: cea a Tezaurului (Skevophilakion), Baptisteriul (Baptisterion) și Clădirea Patriarhatului. Astăzi din ultima nu a mai rămas decât amintirea. Baptisteriul a devenit mausoleu pentru doi sultani turci, iar clădirea străvechiului Tezaur mai dăinuie între contraforturile din nord-estul edificiului principal. 
Administrația otomană a adăugat o serie de construcții mărunte cu destinații diverse complexului de la Hagia Sofia: o fântână de purificare, un orologiu, o medresă (școală coranică) și mai multe mausolee ale membrilor dinastiei otomane.

## Fotogalerie

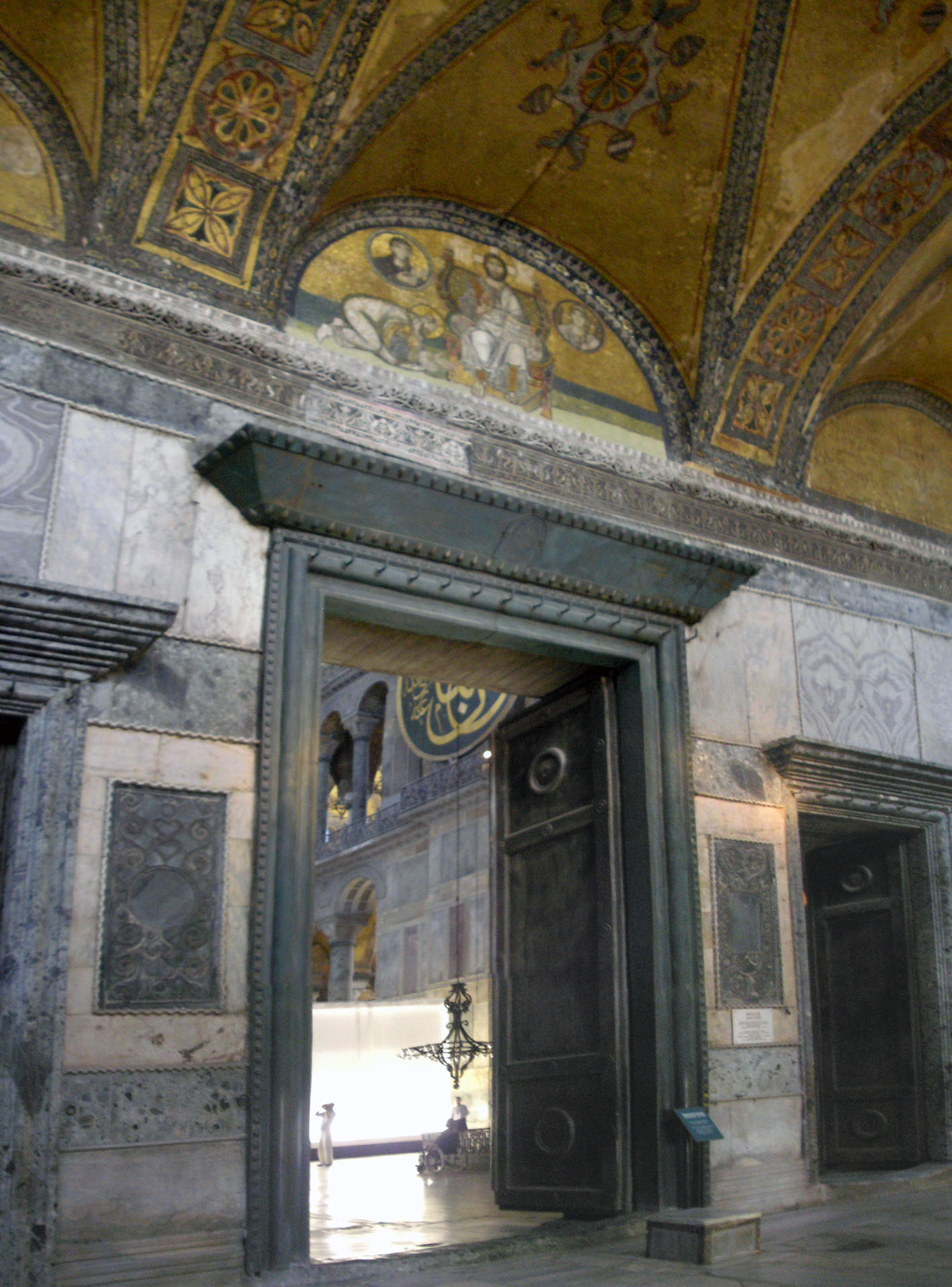
Poarta imperială.
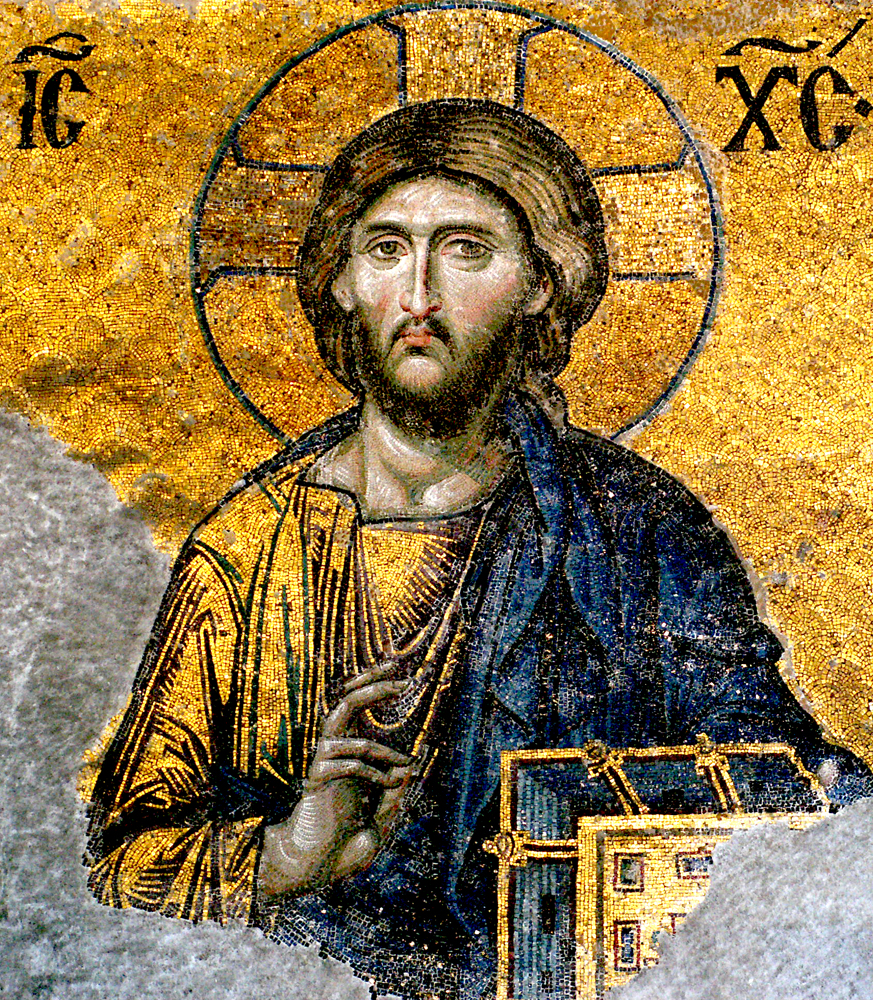
Mozaic.
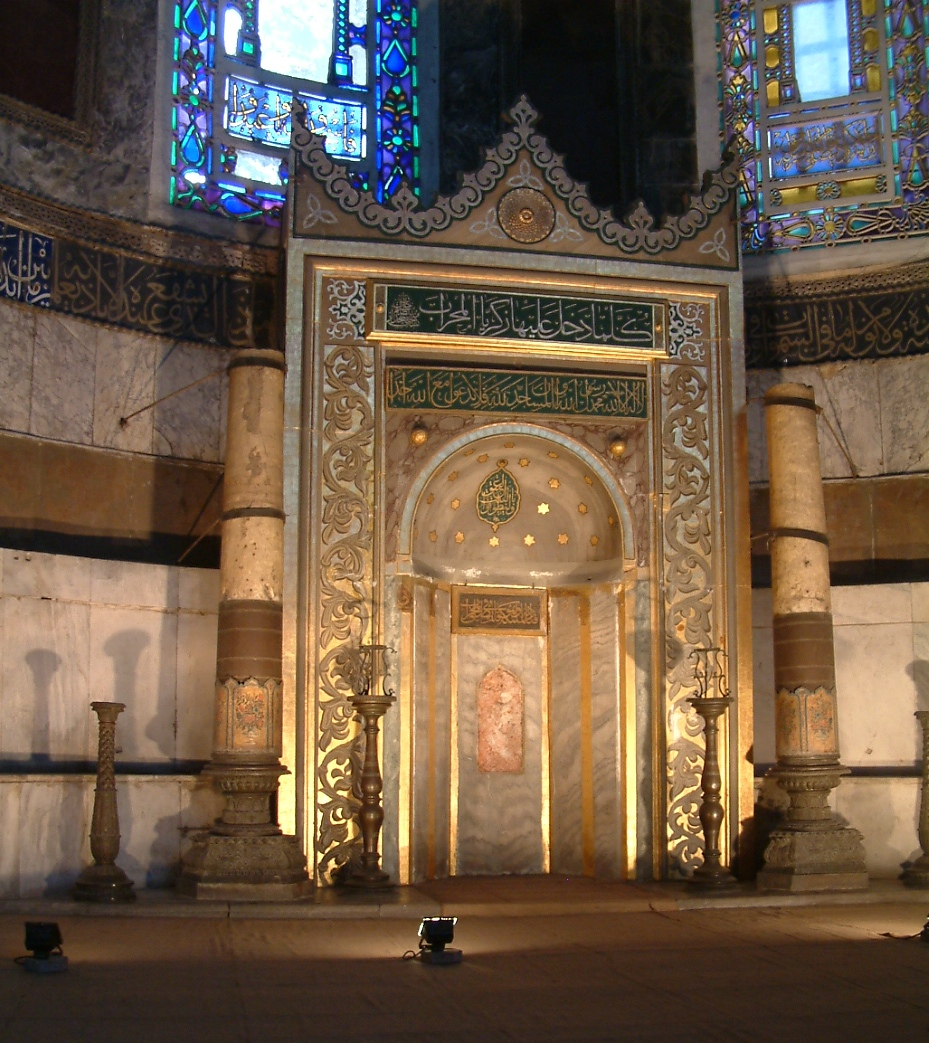
Mihrabul.
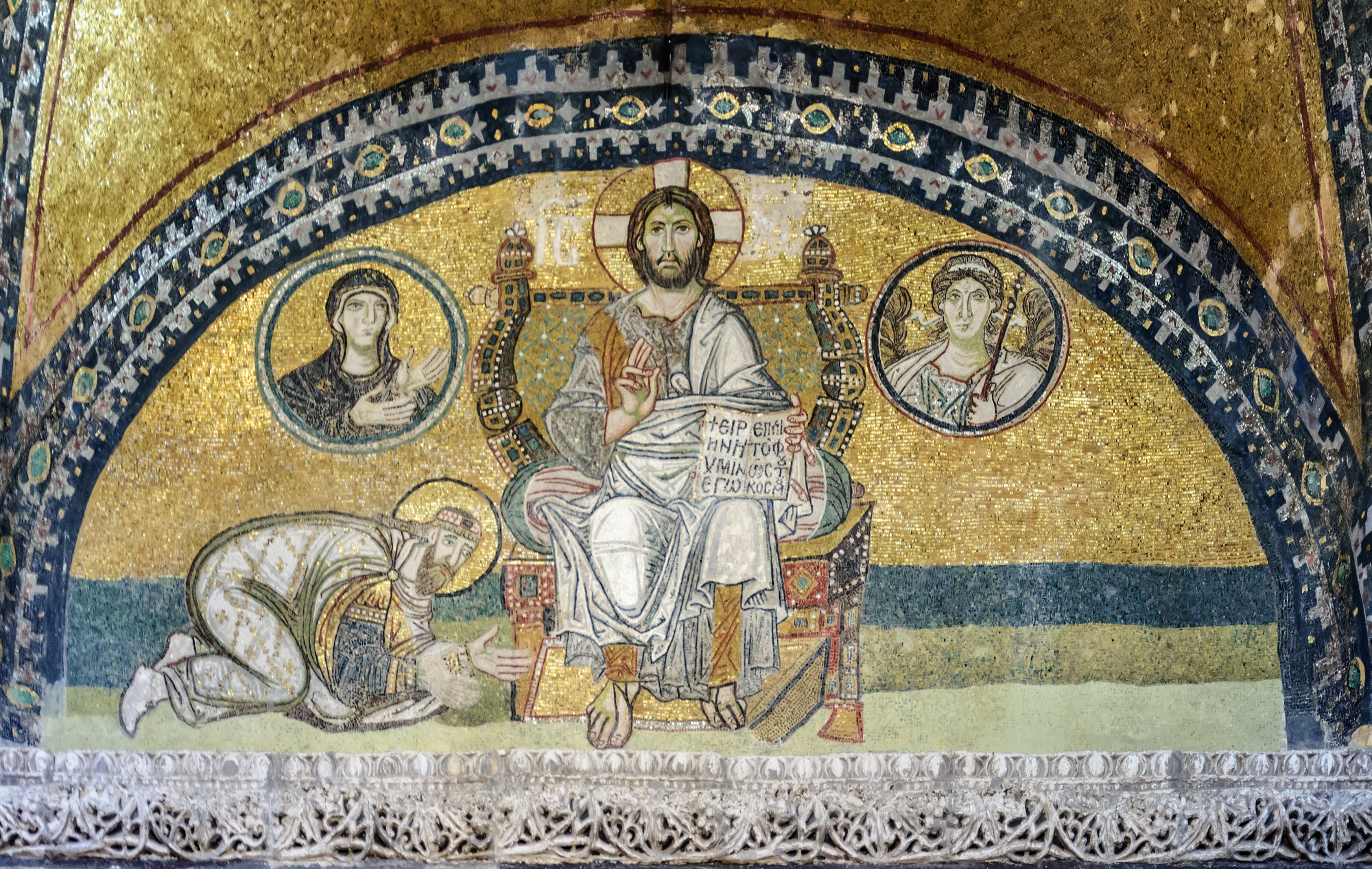
Mozaic.
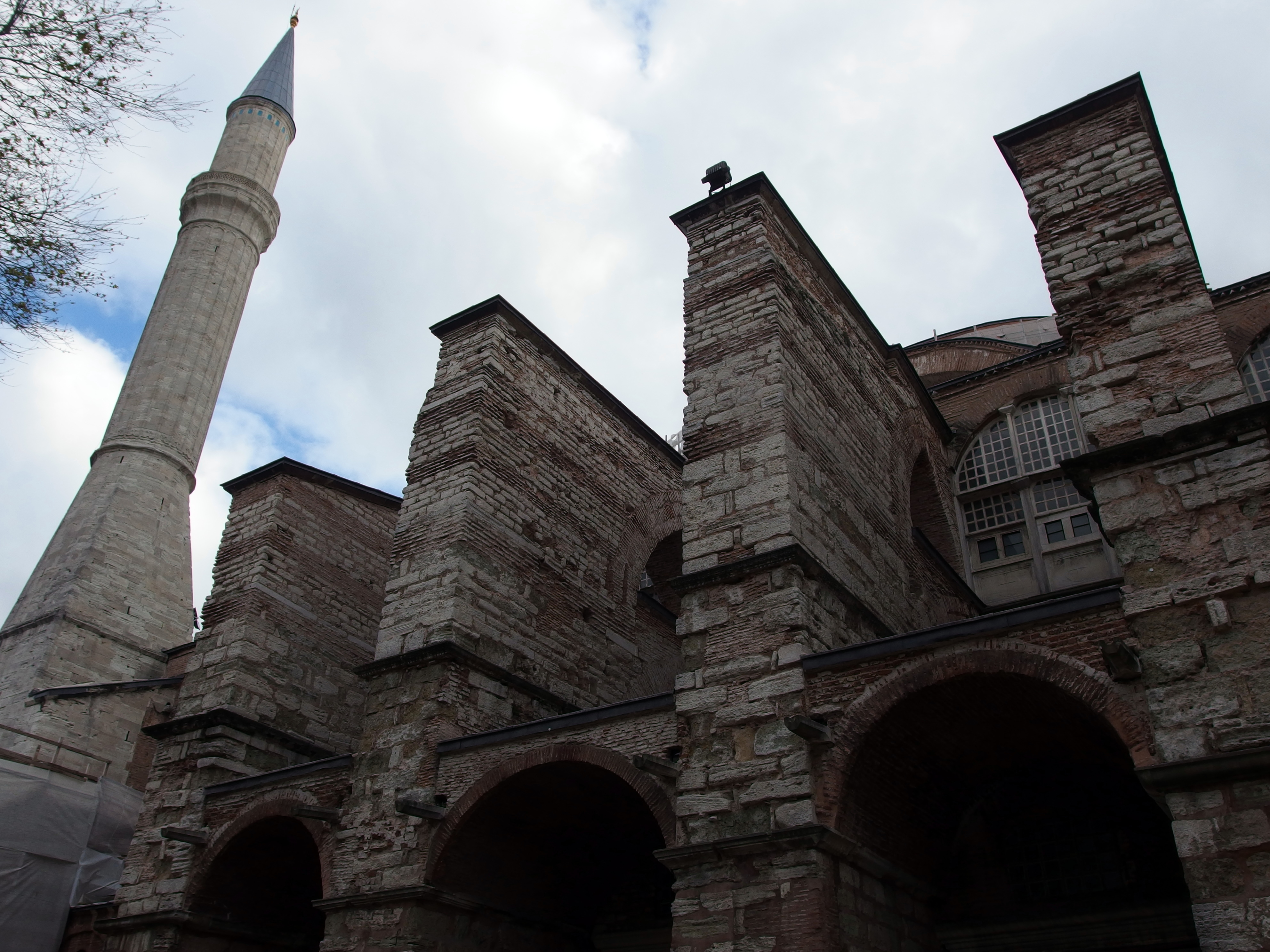
Contraforturile.
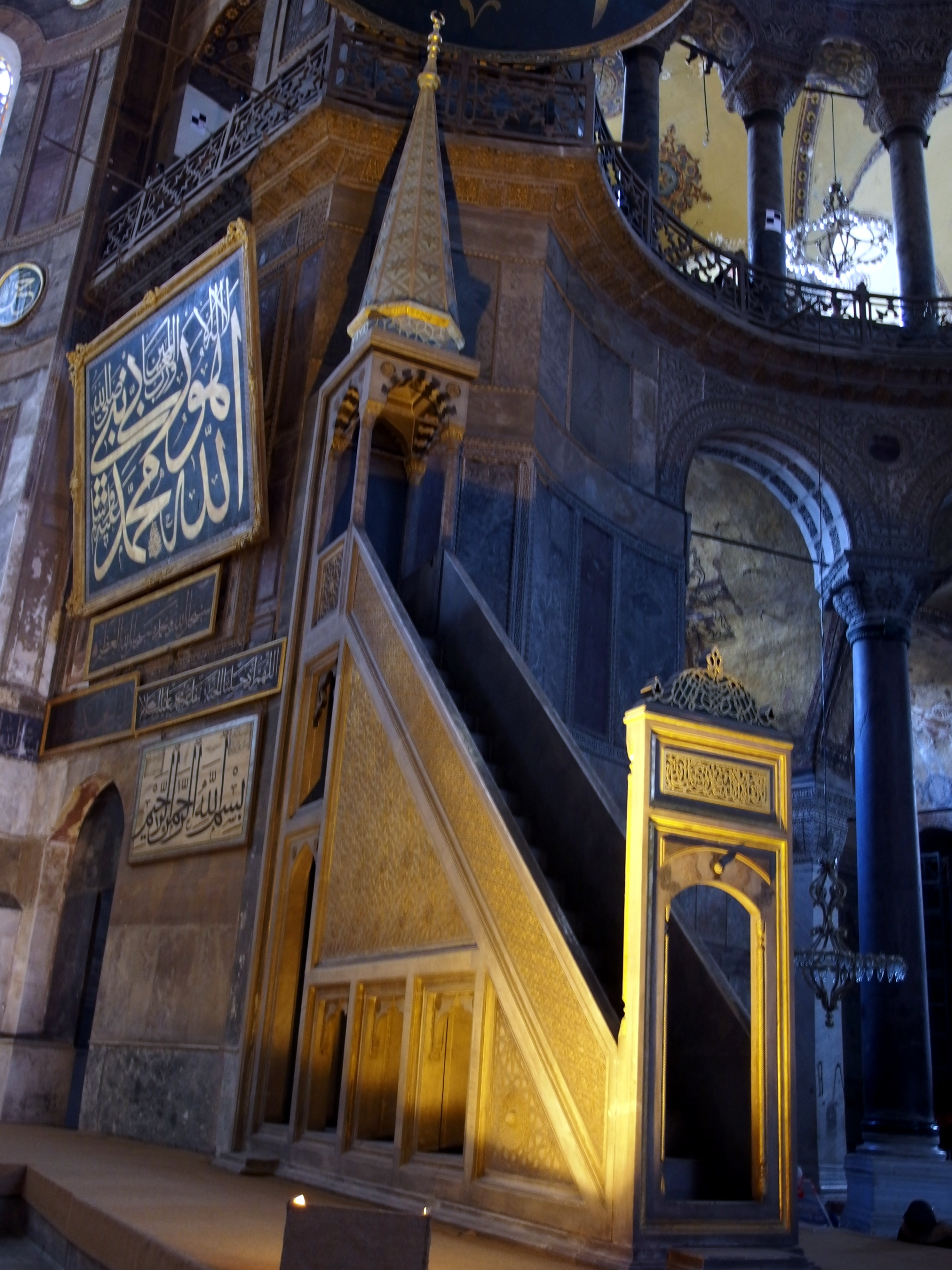
Minbarul.
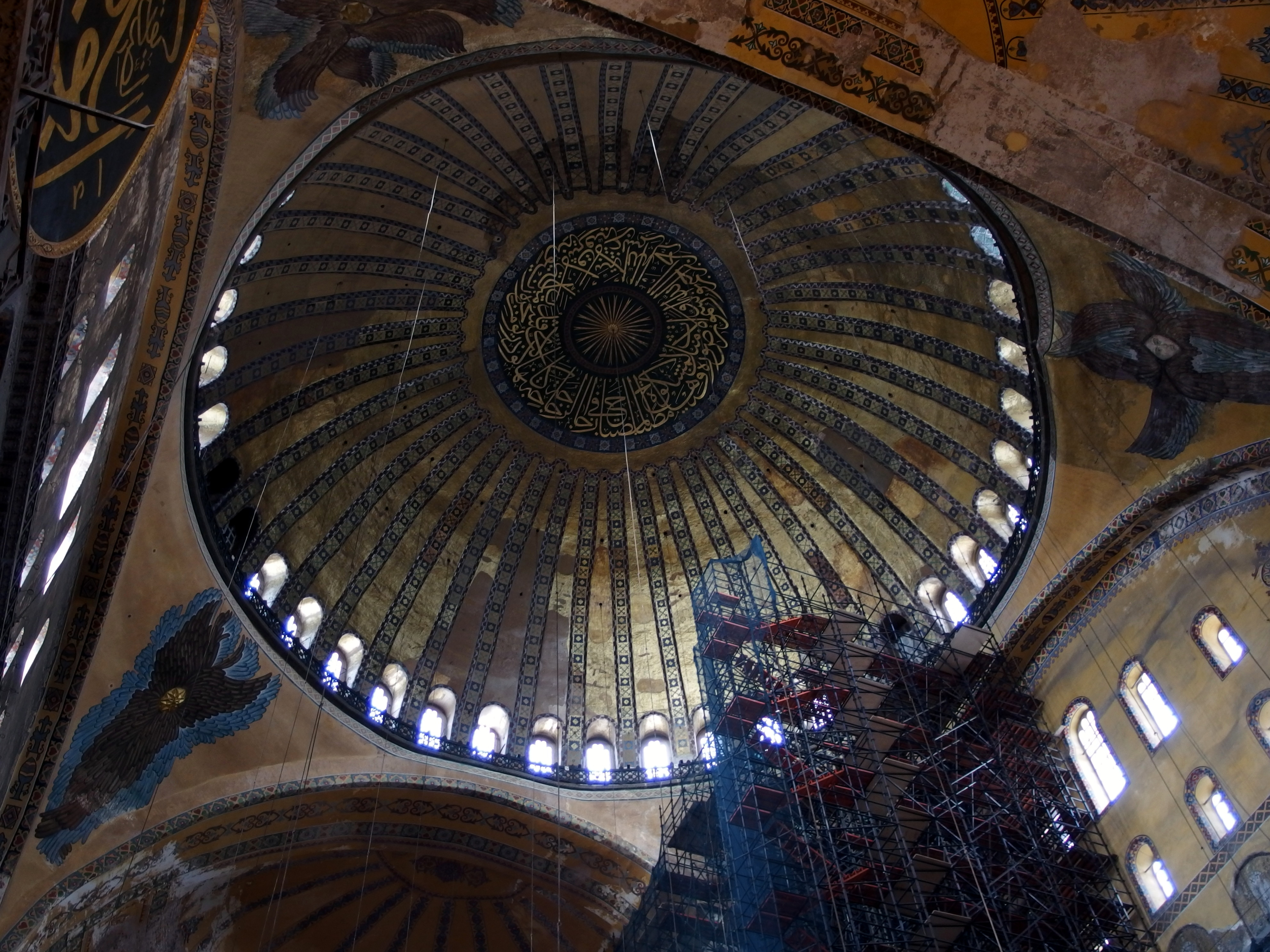
Domul.
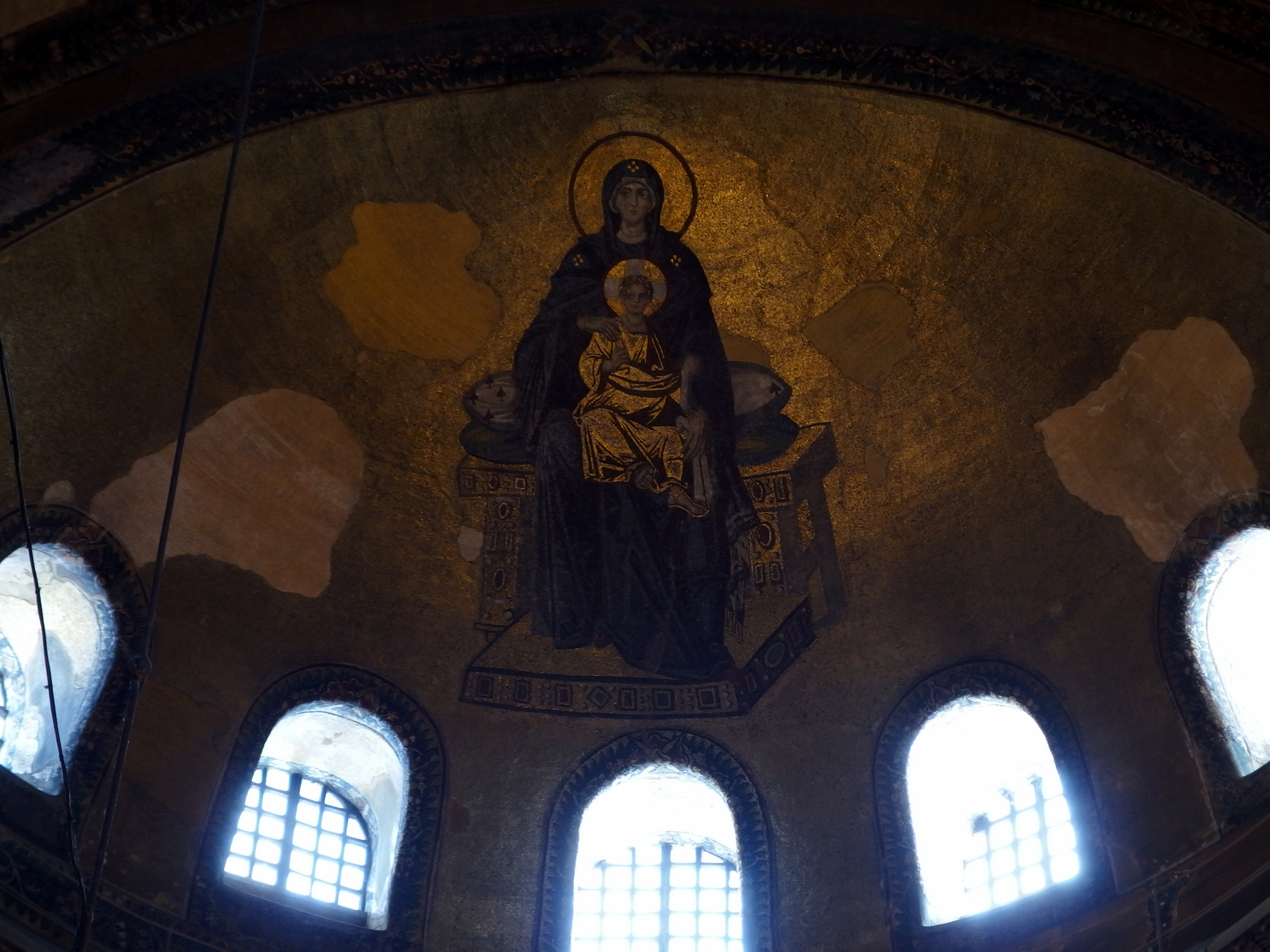
Mozaic.
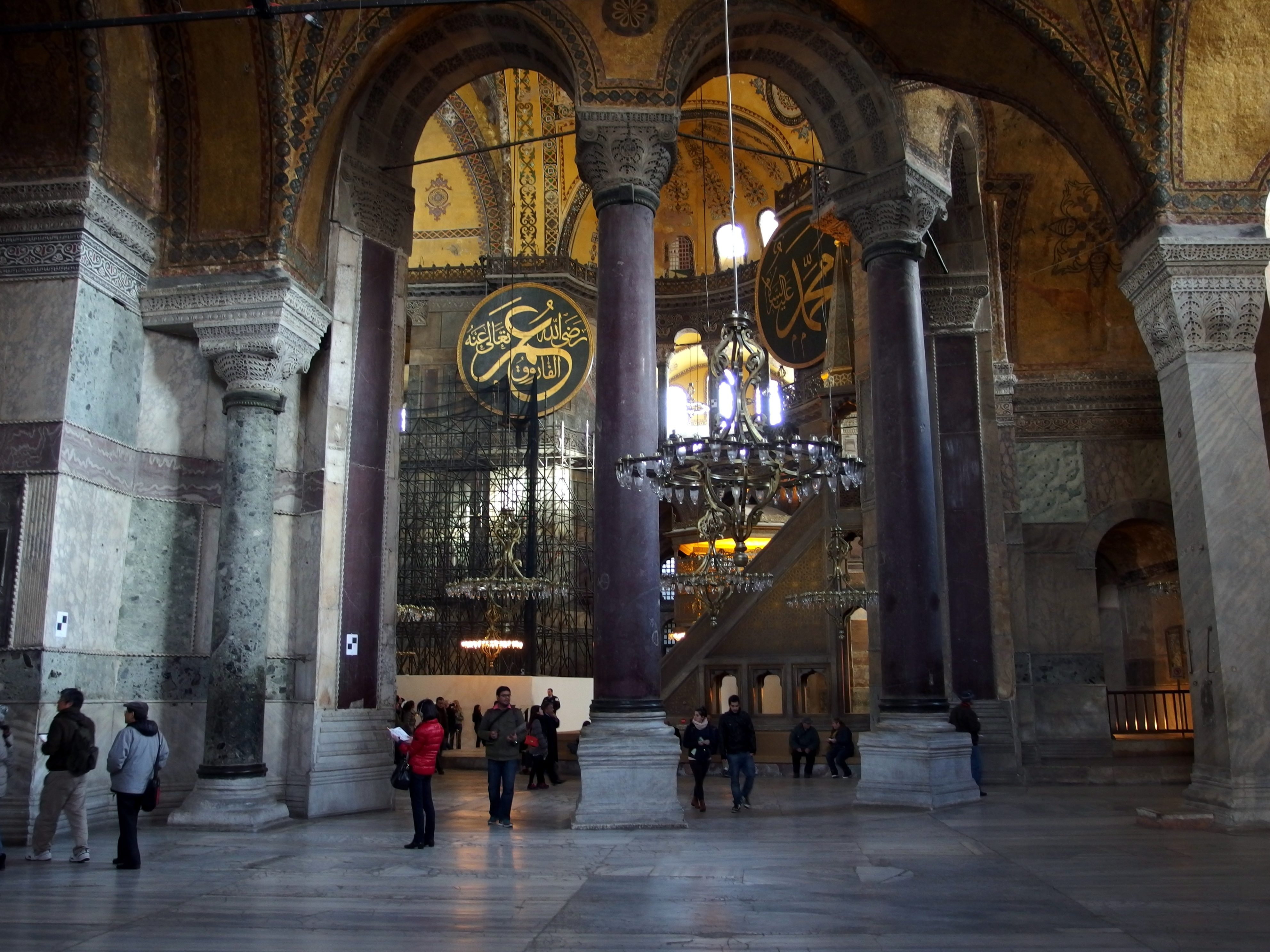
Coloane.
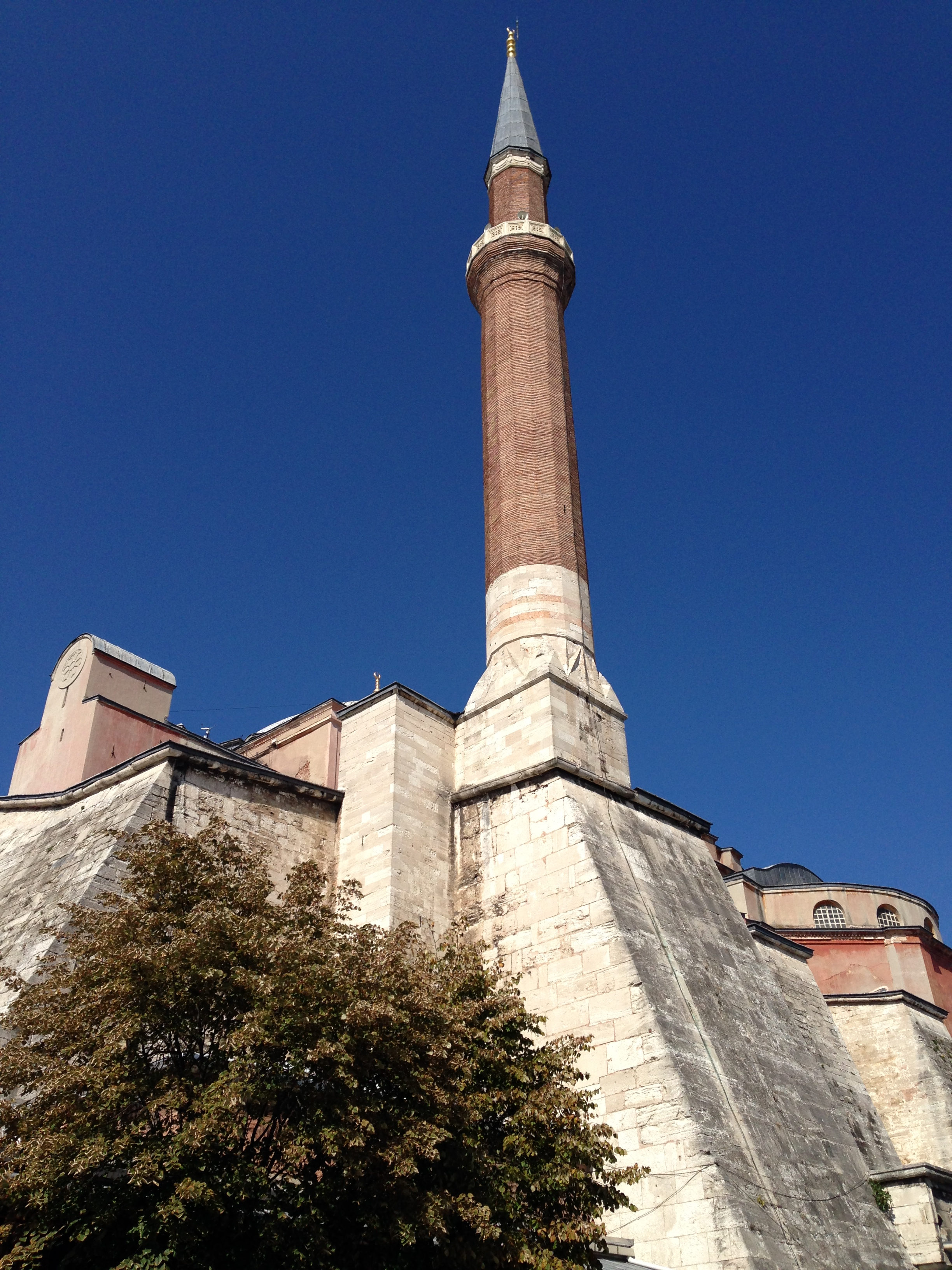
Minaret.
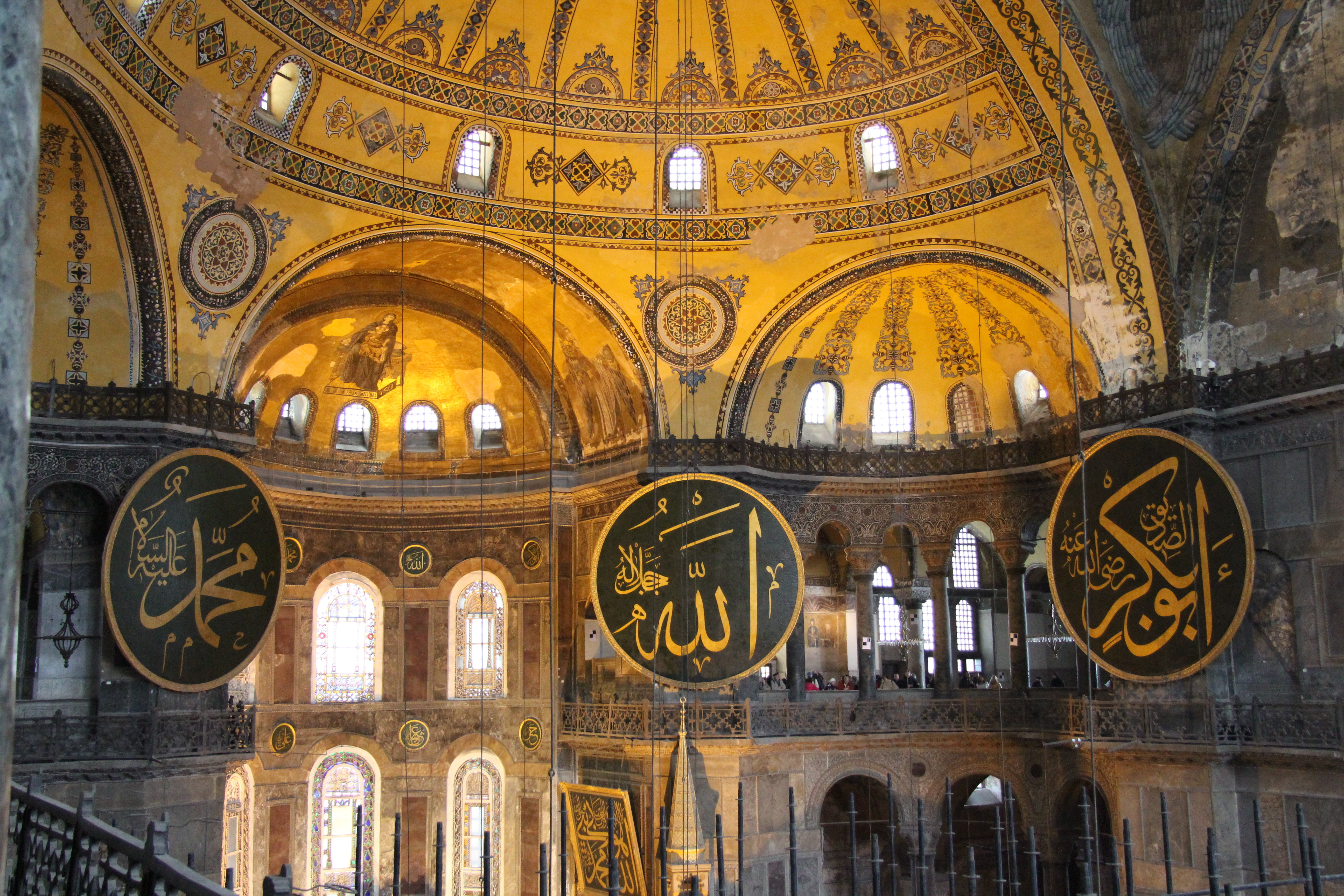
Sigili cu texte islamice.
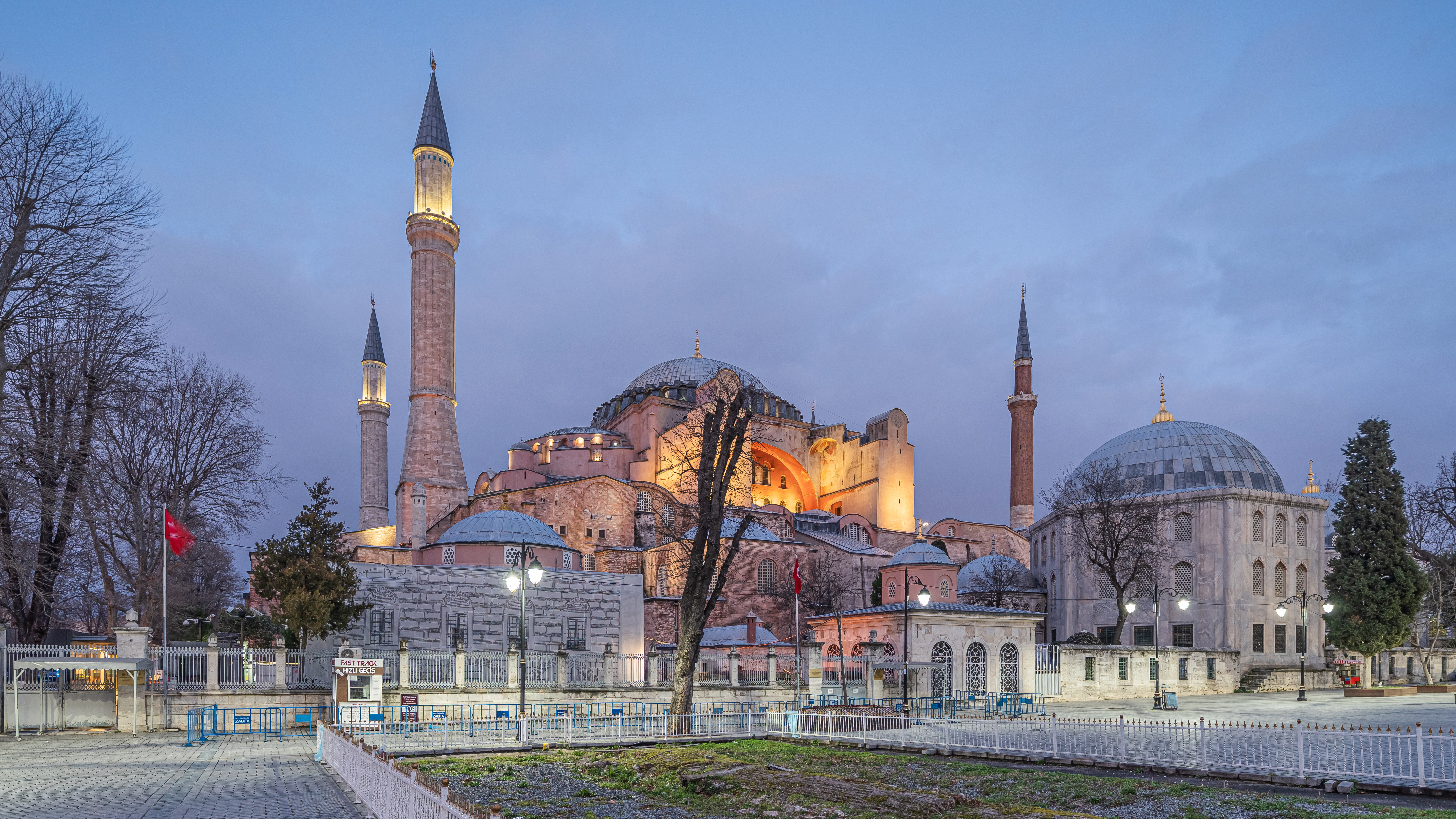
Hagia Sophia noaptea.
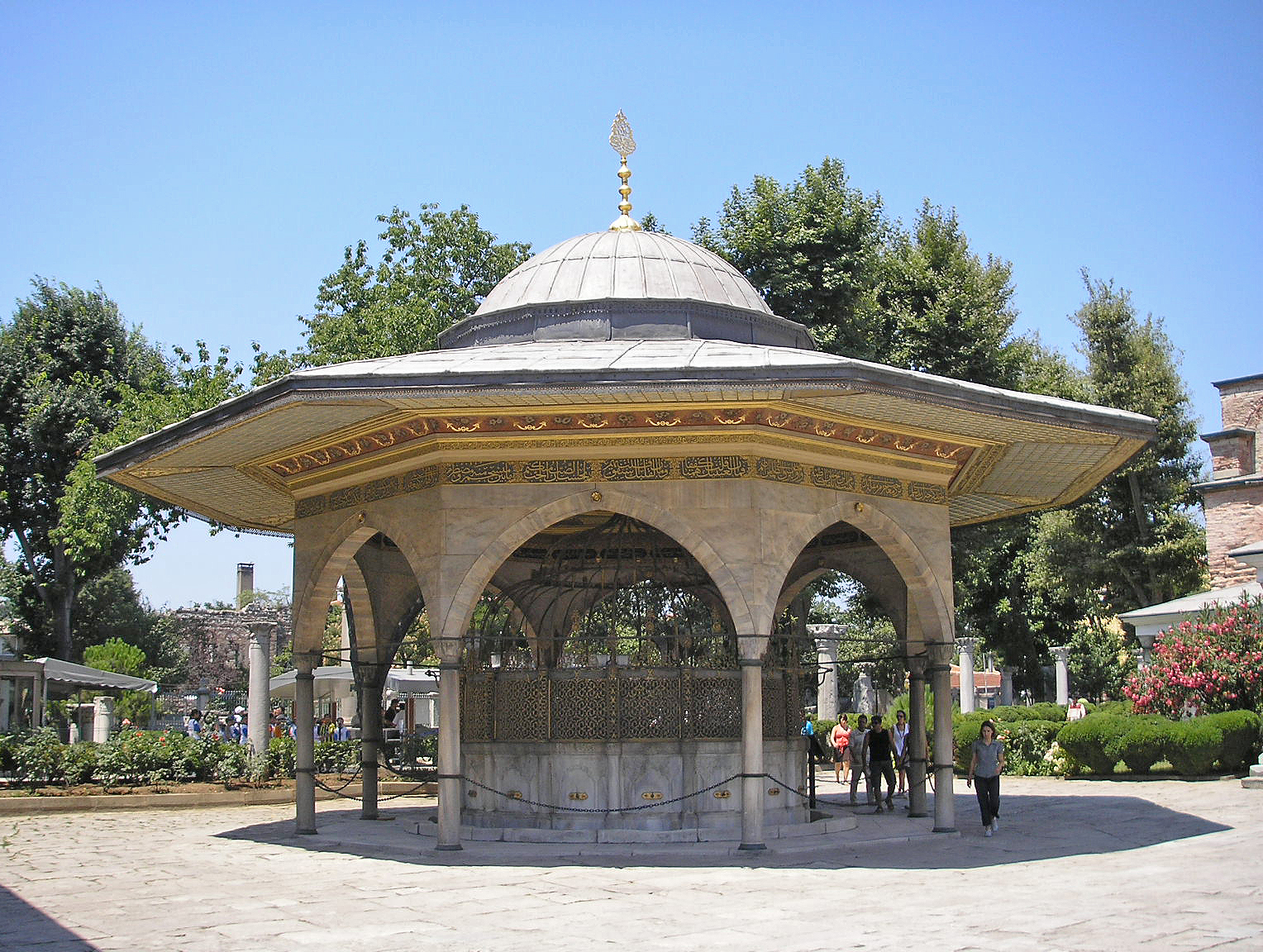
Fântâna de abluțiune.